# Запорожская Сечь

Сечь в Запорожье, на схеме Польско-литовской республики, Крымской орды и так далее, в 1600-е годы.

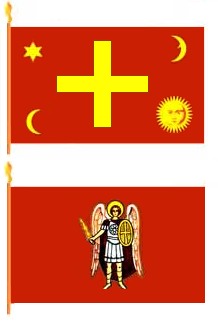
Большая хоругвь Запорожской Сечи XVI−XVIII вв. (лицевая и оборотная стороны)

Запоро́жская Сечь (укр. Запорізька Січ) — название ряда последовательно сменявших друг друга военных и административных центров (политий) днепровского низового казачества с XVI по XVIII век, называемых «Сечь» по наименованию главного укрепления (военного лагеря) и «Запорожскими» по месту их расположения в низовьях Днепра, южнее труднопроходимых днепровских порогов. Сечь располагалась вблизи переправ через Днепр, где было легче контролировать набеги крымских татар на правый берег Днепра (для грабежа и взятия ясака с левого берега и Русского государства татары и ногайцы пользовались Муравским шляхом, обходившим Сечь с востока).

## Этимология названий Сечь и Кош
Сечь представляла собой укрепление, внутри которого стояли церкви, хозяйственные постройки и жилые помещения (курени). Название места нахождения командования казаков — Сѣчъ — происходит от слова «сѣкти», «высѣкать». Оно связано с частоколом, окружающим поселение, у которого были высеченные острые края (иногда для обозначения крепостного сооружения Сечи применяли слово «паланка»).
Сечь являлась центром деятельности и управления всеми войсковыми делами, резиденция всех главных старшин, стоявших во главе низового казачества (то есть действующего в низовьях Днепра, а также на территориях современных Румынии, Венгрии, Словакии и Молдавии).
Часто со словом «Сечь» (или вместо него) употреблялось слово «Кош». Запорожцы, употребляя слово «Сечь», подразумевали, прежде всего, постоянную столицу войска, а под словом «Кош» — любую, в том числе временную стоянку войска, то есть какой-либо военный лагерь.
Таким образом, Запорожским Кошем иногда именовалась Запорожская Сечь, а иногда временная ставка войска во время походов. Этим объясняются подписи на письмах «Дан на Кошу Сечи Запорожской» то есть, на Запорожской Сечи, «Дан с Коша при Буге» — временного лагеря при Буге. Также «кошем» запорожцы называли орган войскового управления, поскольку лагерь казаков не переставал быть военным и управлялся по своим законам, главные решения в котором принимались всем лагерем (казачьим кругом), то есть кошем.

## Начало Запорожской Сечи
Сведения о появлении казаков в низовьях Днепра датируются концом XV в. (возможно, это произошло и ранее см. Первые упоминания и происхождение).
Первое письменное упоминание о создании в низовьях Днепра укреплённого казацкого лагеря (Сечи) оставлено под 1492 годом польским хронистом Мартином Бельским. По рассказу хрониста, казаки летом занимались промыслами по Днепровским порогам (рыболовством, охотой, скотоводством, также ремёслами и торговлей), а зимой расходились по ближайшим городам (Киев, Львов, Бахчисарай, Краков, Ростов, Черкассы и др.), оставляя в безопасном месте на острове в Коше «залог» (заставу или аванпост) в виде отряда 100—200 вооружённых огнестрельным оружием и пушками казаков. Если судить по русским, польским, турецким и венгерским летописям и хроникам тех лет, то объединение отдельных сечей в Запорожскую Сечь произошло, вероятно, где-то в 1590-х или даже начале XVII века. К этому же периоду времени относит возникновение первой Сечи и исследователь В. А. Голобуцкий .
Первым атаманом украинских казаков был Евстафий Дашкевич.

### Хортицкая крепость — прототип Запорожской Сечи
На острове Малая Хортица (остров Байда) в 1552 году волынским князем Дмитрием Вишневецким был заложен деревянно-земляной замок. Дмитрий Яворницкий называет данный замок Хортицкой сечью. Находилась она недалеко от пастбищ Крымского ханства (на р. Конские Воды /совр. р. Конка в Запорожской области).
Речь Посполитая не оказала никакой помощи в строительстве крепости, она строилась на личные средства Вишневецкого. Будучи родственником Ивана Грозного, Вишневецкий обратился за помощью к Русскому царству. Опираясь на этот аванпост, в 1556 году организовал поход запорожских казаков, который был частью крупной операции русского войска, возглавляемых дьяком Матвеем Ржевским, против Крымского ханства. После был организован самостоятельный поход. В результате ответных действий турецких и крымских войск в 1557 году, городок Вишневецкого на Малой Хортице был ими после длительной осады захвачен и разрушен. Сам Вишневецкий со своими казаками в 1558 году перешёл на службу к царю Ивану IV Васильевичу; ему были пожалованы «в вотчину» город Белёв (ныне в Тульской области) и земли в окрестностях Москвы. Вишневецкий «за всё это клялся животворящим крестом служить царю всю жизнь и платить добром его государству».
После гибели Вишневецкого о крепости позабыли, но идею об отражении набегов крымских татар в низовьях Днепра казаки помнили. Вскоре эта идея возродилась — появились хорошо укреплённые военные лагеря казаков — Запорожская Сечь.

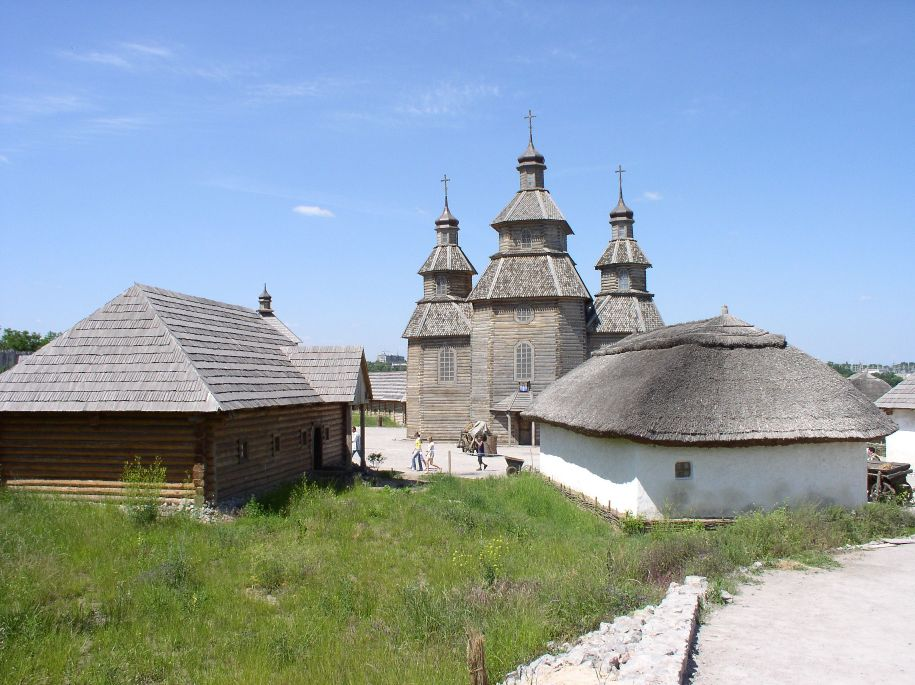
Историко-культурный комплекс «Запорожская Сечь», нац. заповедника «Хортица» (реконструкция)

Имеет распространение и другое мнение о происхождении запорожских казаков, разделяемое И. М. Каманиным:

Исключительно разнородное население самого разного вероисповедания и происхождения, которое пришло на Украину теми или иными путями, оказавшись под владычеством Литвы и Польши, постепенно начало пытаться обособиться, перешло потом к выработке собственных форм хозяйствования и так далее; но вследствие отсутствия сильной власти центральной, соединённого польско-турецкого давления извне, постоянных смут внутри, оно вынуждено было развиваться лишь в многосторонней, обессиливавшей его борьбе, которая и составляет отличительную черту казацкой истории.

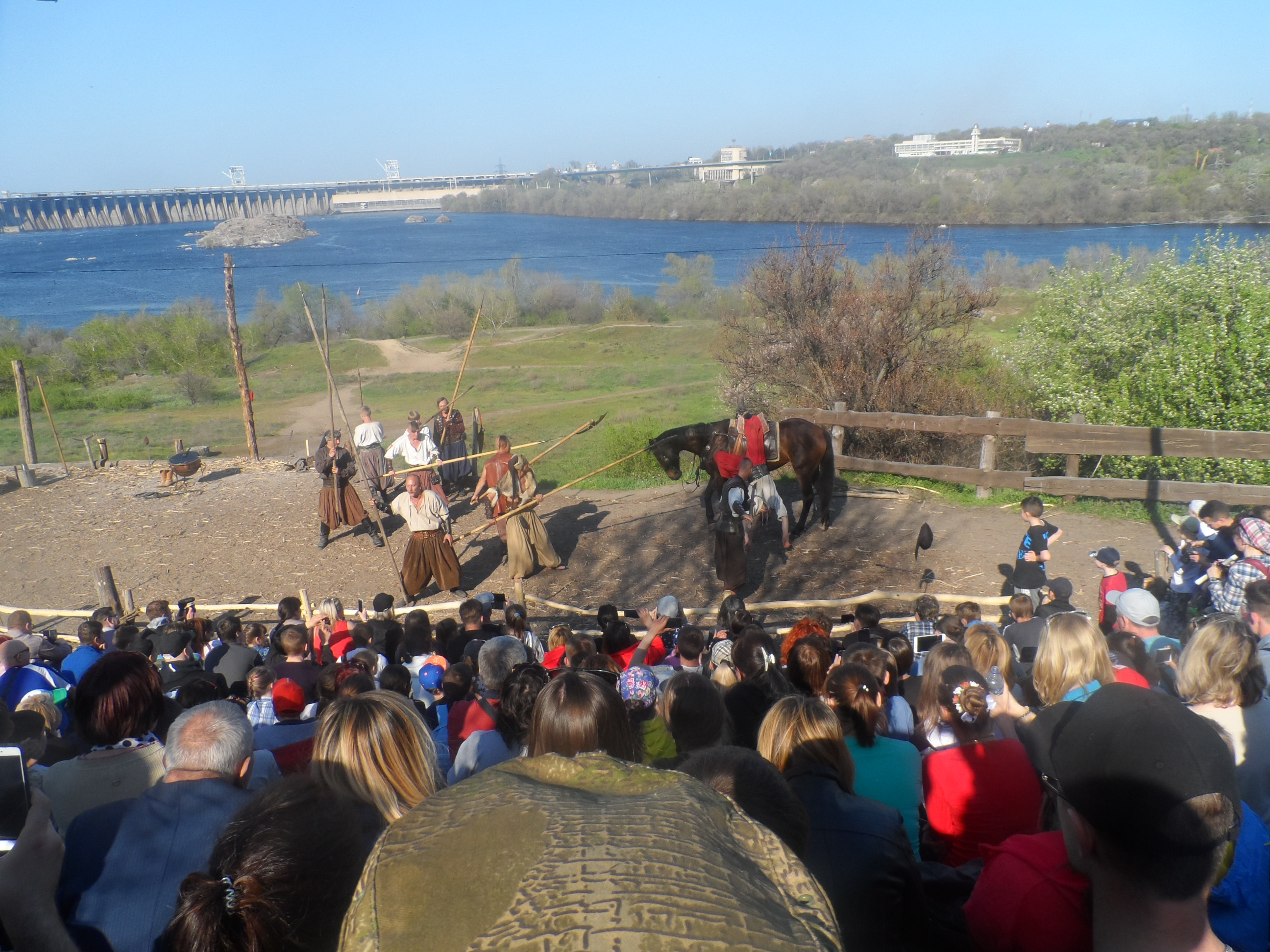
Казаки — Малая Хортица

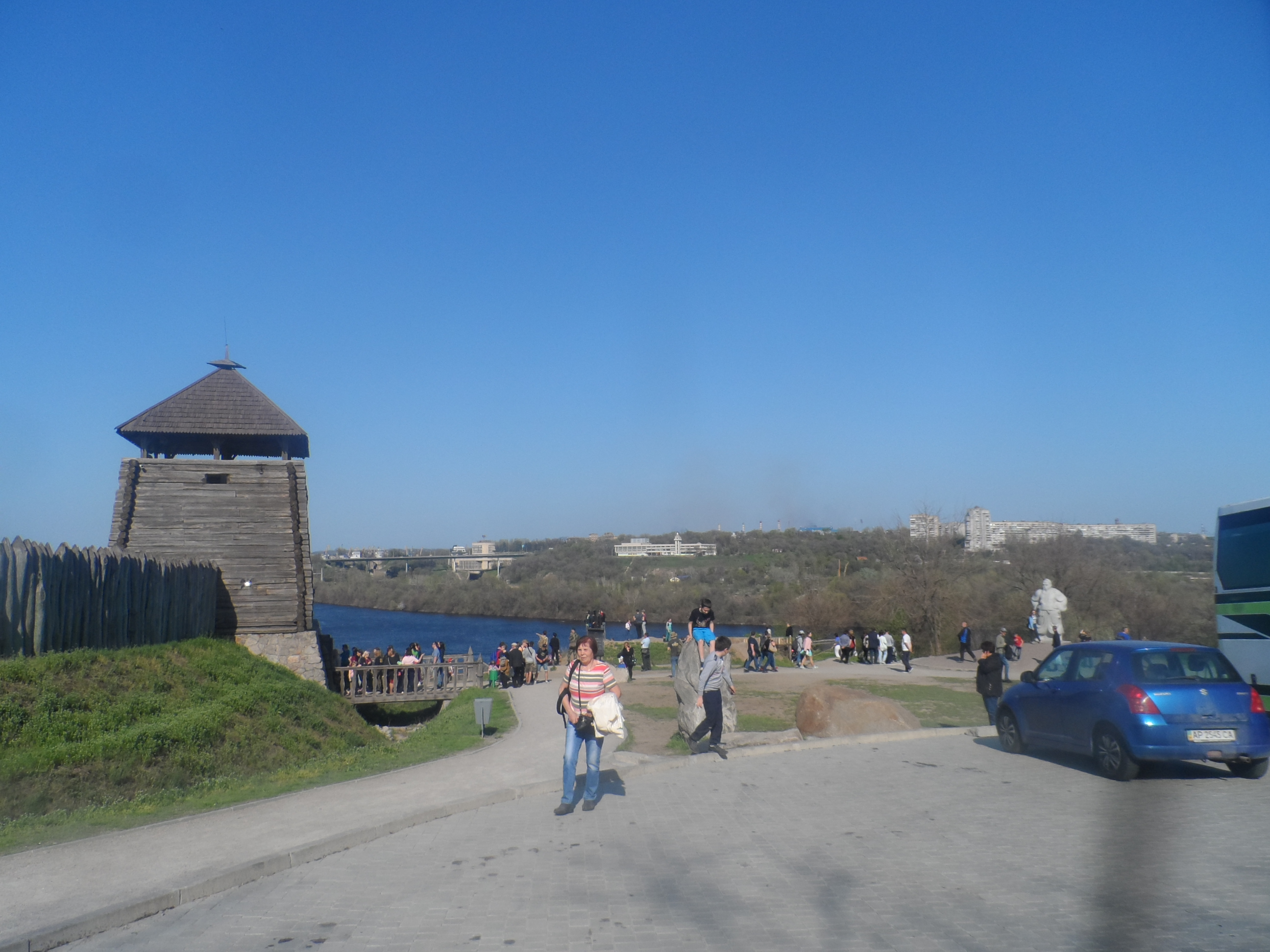
Хортицкая крепость

— Каманин И. М. К вопросу о казачестве до Богдана Хмельницкого

## Число мест размещения Запорожской Сечи и порядок их смены

Местонахождение Запорожской Сечи в разные периоды её истории

В зависимости от военно-политической обстановки Запорожская Сечь время от времени изменяла своё расположение. При этом, особенно в начальный период, не всегда существовала временна́я непрерывность последовательно существовавшей Сечи, так что создатели следующего месторасположения Сечи могли вовсе не знать о точном месте размещения предыдущей.
По мнению исследователей, за всю историю Запорожского казачества существовало от 8 до 10 мест расположения Сечи, которые находились в нижнем течении Днепра, за днепровскими порогами. Как правило, Сечь располагалась вблизи переправ через Днепр, где было легче контролировать набеги крымчан именно на Правобережную Украину. Для грабежа Левобережной Украины и Русского государства крымчане пользовались Муравским шляхом.
Всего Запорожская Сечь просуществовала, последовательно сменяя месторасположение, около двух с половиной веков (XVI−XVIII вв.). При этом все места размещения Сечи имели собственное название по месту своей дислокации и существовали от 5 до 40 лет каждая:
1. Хортицкая, 1552−1557(1558) гг. — на острове Малая Хортица.
2. Томаковская, 1563−1593 гг. — на острове Томаковка близ нынешнего г. Марганец (с нач. 1540-х гг. с некоторыми перерывами (на Хортицкую Сечь) вплоть до сер. 1590-х (либо как Кош Сечи Запорожской (собственно Сечь), либо — как паланка)).
3. Базавлуцкая (Базавлукская), 1593−1638 (1630) гг. — на острове Базавлук у места впадения в Днепр трёх рек: Чертомлык, Подпольна и Скарбна (он же о. Чертомлык, близ нынешнего с. Капуловка)
4. Никитинская, 1639(1628)−1652 гг. — на мысе Никитин Рог (рядом с современным Никополем) у переправы через Днепр.
5. Чертомлыкская, 1652−1709 гг. — при впадении правого притока Днепра Чертомлыка.
6. Каменская, 1709−1711, 1728−1734 гг. — в устье реки Каменка на правом берегу Днепра (ныне село Республиканец Бериславского района Херсонской области).
7. Алешковская, 1711−1728 гг. (1734; см. также рис. справа) — в урочище Алёшки (укр. Оле́шки), ныне территория города Алёшки, напротив современного города Херсона.
8. Новая (Подпольненская), 1734−1775 гг. — на большом полуострове, образуемом рекой Подпольной при впадении её в Днепр (вблизи нынешнего села Покровского Днепропетровской области).
После разрушения по указу Екатерины II в 1775 г. Запорожской Сечи, казаки отдельный период ещё формировали Сечи, уже за территорией современной Украины:
9. Задунайская Сечь, 1775−1828 гг. — на землях Османской империи в дельте Дуная.
10. Банатская Сечь, 1785−1805 гг. — значительная часть казаков была расселена также на территории Баната в Австрийской империи.

## Войско Запорожское
На протяжении своего существования Запорожская Сечь (Войско Запорожское Низовое) находилась в той или иной зависимости от Речи Посполитой, Русского государства (затем Российской империи) или Османской империи.

### Войско Запорожское Низовое (сечевые казаки)
Задолго до приёма части среднеднепровских казаков на службу польскому королю Сигизмунду II Августу в 1560 годах., г. (т. н. реестровые казаки) дикое поле днепровского «Запорожья» осваивали самые разные поселенцы из ближних и дальних краёв и стран (Крым, Молдавия, Венгрия, Румыния, Германия, Чехия, Сербия, Польша, Россия, Белоруссия, Литва, Словакия, Хорватия и другие), сформировавшиеся в подвижные военные отряды. Эти отряды к началу XVII века были сформированы поляками в регулярные воинские подразделения по типу драгунских или рейтарских, которые были сгруппированы в «Войско Запорожское Короны Польской». Таким образом на Украине правительство Речи Посполитой официально создало из жителей Низа и Крыма пехотные, конные и другие военные формирования: численностью от «отдела» (примерно соответствует современному пехотному отделению в 5-15 бойцов) до «формации» (подразделение численностью от 5-7 тыс. до 15-25 тыс. воинов., примерно соответствует бригаде или дивизии). Впрочем, основным военным и административно-территориальным формированием казаков был полк-отряд от 2-4 тыс. до 10 тыс. воинов, а место их основного пребывания (в том числе, где были селения, казармы и другие «квартиры», а также учебные заведения, медучреждения, полигоны, пастбища, склады и различное имущество) именовалось «Запорожской Сечью».
Реестровые казаки, «не имея никакого основания называться», продолжали называться запорожскими, поэтому, чтобы не путать с ними запорожских казаков, не состоящих на государственной службе у польского короля (некоторое время также у венгерских и чешских королей, позже — у русского царя, и небольшой промежуток времени — у турецкого султана и Габсбургов), последних стали называть низовыми или сечевыми, а реестровых — городовыми казаками. Более того, в 1751 году запорожские казаки заявляли официальную жалобу на то, что городовые казаки и их полковой старшина не по праву «называют себя и подписываются войском запорожским».

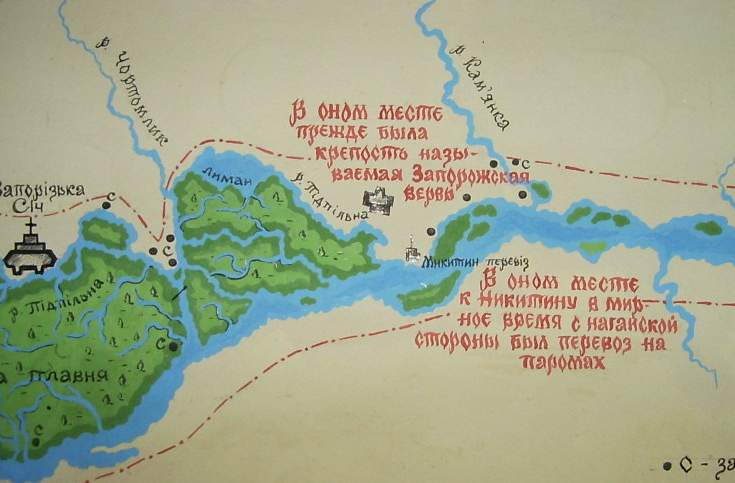
Никитин перевоз — место Никитинской Сечи

Государственная власть Речи Посполитой имела весьма непростые отношения с сечевиками. С одной стороны — это было сословие профессиональных военных, являвших (практически вплоть до восстания Хмельницкого) наиболее боеспособную часть коронных войск, с другой стороны — казачество требовало к себе особого расположения от высших сановников Речи, и могло в ряде случаев не подчиняться даже воле короля. Более того, имели место случаи применения польским правительством формирований из т. н. реестровых казаков для выполнения полицейских функций против низовых (сечевых) казаков и использование их в карательных операциях (а также для охраны тюрем, выполнения казней, расправ над повстанцами, политическими противниками и др.). Для этих целей, например, была основана крепость Кодак, гарнизон которой состоял из реестровых казаков и задача которых состояла в предотвращении всякого сношения Крыма или Сечи с населением низа и верховья Днепра. Впрочем, в Русском государстве с сечевиками всегда считались. Низовые казаки жили отдельным, независимым от какого-либо государства сообществом, которое условно делилось на две группы: на сечевых и зимовых казаков. Сечевые казаки обладали рядом прав и привилегий, по сравнению с зимовыми.
Сечевые казаки назывались «лыцарством» (укр. лицарство, рус. рыцарство) или «товарыством» (укр. товариство, рус. товарищество). Только эти казаки имели право выбирать из своего состава старшину, получать денежное жалованье и вершить все дела войска. Зимовые казаки на Сечь не допускались, а жили вблизи неё, но входили в состав Войска Запорожского Низового.

### Войско Его Королевской Милости Запорожское
В 1572 году польский король Сигизмунд II Август принял на государственную службу 300 казаков. Так было организовано новое воинское соединение «Войско Его Королевской Милости Запорожское» (Войско Запорожское Низовое (реестровое)), основными функциями которого были участие в военных походах, полицейская служба и оборона южных границ Речи Посполитой от нападений турок и крымских татар. Казаки, служившие в войске назывались реестровыми. Остальных казаков, живших на Коше Запорожской Сечи, польское государство официально не признавало, но иногда временно привлекало на службу в реестровое войско.

### Войско Его Царского Величества Запорожское

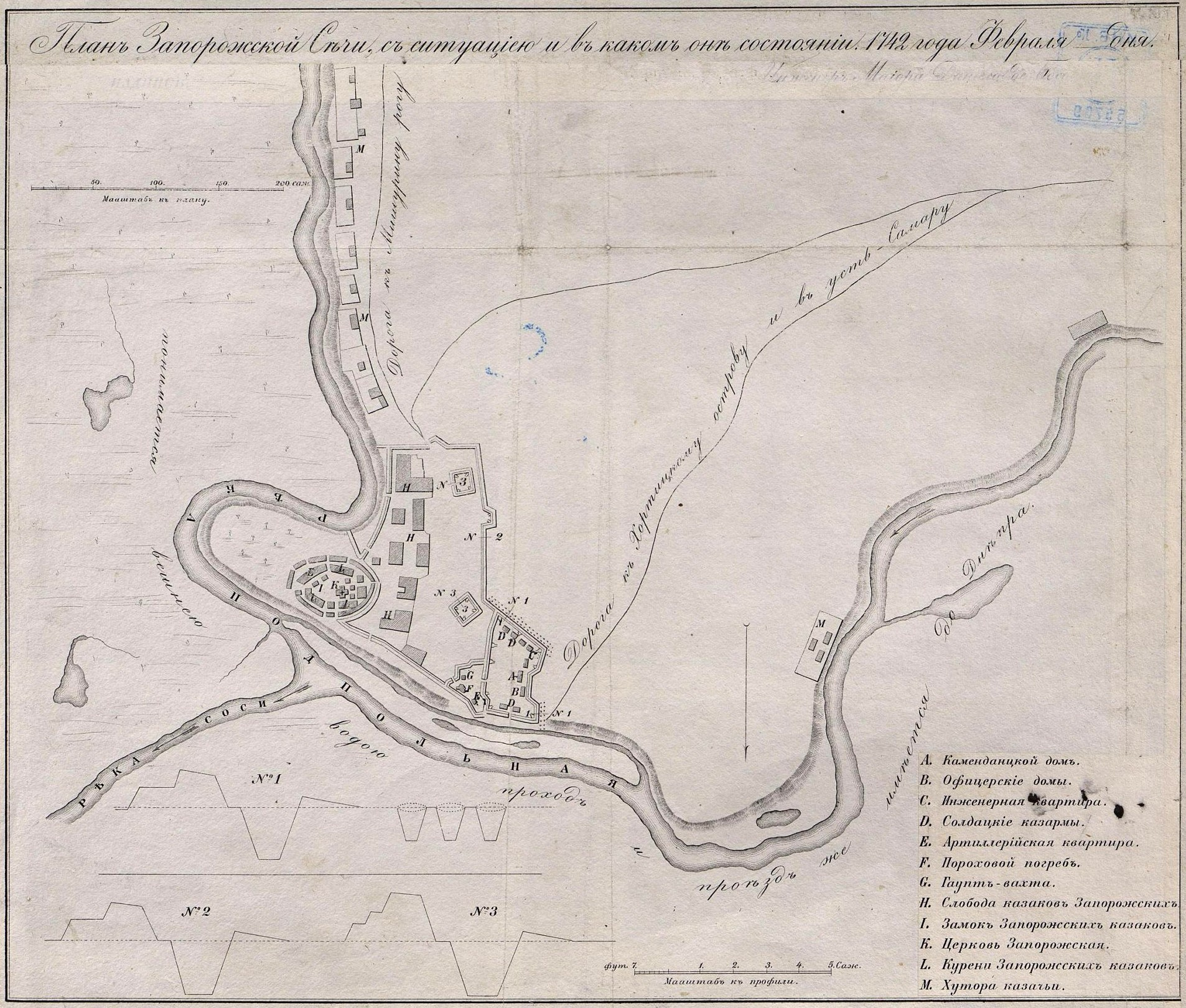
План Запорожской Сечи на 1742 г. Гравюра начала XIX в.

Ещё в 1648 году гетман Хмельницкий направил письмо Московскому царю Алексею Михайловичу с просьбой «о принятии Войска Запорожского под высокую государеву руку». 8 (18) января 1654 года в Переяславле была собрана рада, на которой после речи Хмельницкого решено было выбрать русского царя для присоединения: «Волим под царя московского, православного» В 1654 г. Войско Его Королевской Милости Запорожское, изменив присяге королю, перешло, вместе с подконтрольными ему землями, на службу русскому царю. Возникло новое государственное образование в составе Русского государства — «Гетманщина». Войско Запорожское Низовое также перешло в подданство к русскому царю, который рассматривал его независимой автономной военной силой. Войско Его Царского Величества Запорожское было распущено в 1775 году указом Екатерины Великой.

## Условия приёма в Сечь

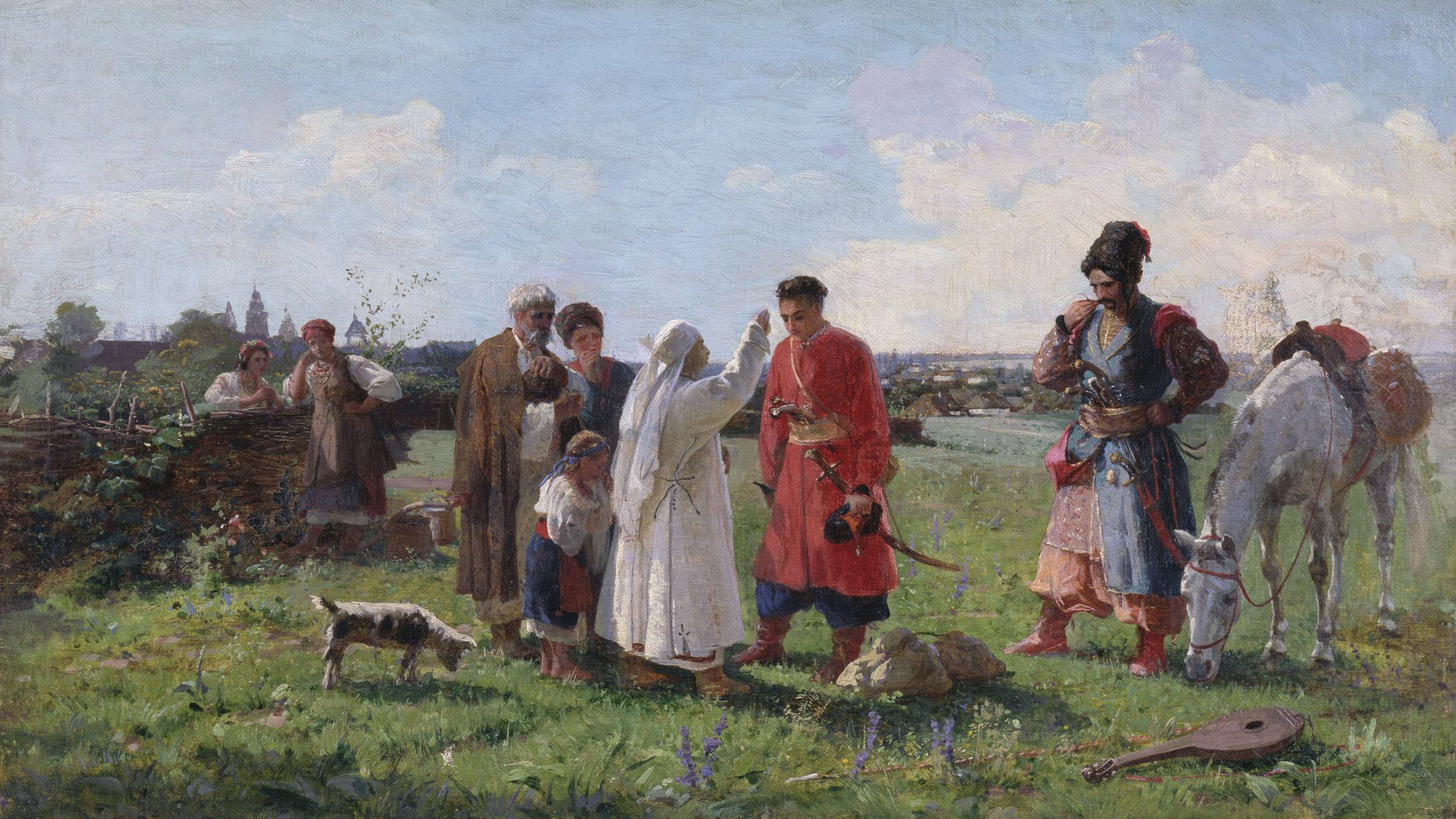
Проводы на Сечь. Картина Афанасия Сластиона начала XX века

Дмитрий Яворницкий сообщает, что приём в Запорожскую Сечь новоприбывшего осуществлялся при выполнении следующих условий:
- прибывший мог быть смердом, дворянином, поповичем, казаком, татарином, турком, холопом или закупом;
- должен был пройти полное обучение по прибытии в Сечь — изучить войсковые порядки, и только после этого записываться в «испытанные товарищи», что могло произойти не раньше, чем через промежуток в 1-3 года.

В Войско принимались мужчины всех национальностей, но большинство составляли украинцы. Женщины в Войско не допускались.
Женатые казаки жили на территории владений Запорожской Сечи и считались в её «подданстве».
Некоторым принятым казакам давались новые фамилии-прозвища на казацкий манер (укр. : Не-ридай-мене-мати, Шмат, Лисиця, Не-пий-воду и т. п.)
Сечь состояла из представителей самых разных народностей, живших на территории современной Украины в те дни (см. выше).

## Устройство Сечи
Казаки Запорожской Сечи составляли Кош(товарищество, общину).
В войсковом отношении Запорожский Кош делился на 38 куреней (XVIII век), представлявших собой самостоятельные военные подразделения казацкого войска. Численность куреня в разное время могла составлять от нескольких десятков (обычно, в мирное время) до нескольких сотен казаков (и более, — во время войн и военных походов). Однако, наиболее подходящим сравнением казацкого куреня с организационно-штатной структурой современных вооружённых сил подходит понятие «батальон» (как последний и назывался в XX в. в составе ряда украинских национальных военных структур).
Слово курень имело и второе значение. Оно также означало у запорожцев жилое здание, в котором, собственно, и располагался в Сечи тот или иной курень-подразделение. По внешнему виду жилой курень представлял собой длинную казарму, длиной 30 метров и шириной около 4 метров. Иногда на тот или иной курень-подразделение приходилось несколько куреней-казарм.
Первые военизированные казацкие поселения (для отпора кочевникам Дикого Поля) появились на территории современной Донецкой области в городе Святогорск (до 1964 — с. Банное, 1964−2003 — Славяногорск) и Бахмуте в середине-второй половине XVI в., а со временем добрались до устья Кальмиуса (Святогорск — см. записки немецкого дипломата С. Герберштейна, Никоновская летопись, «Книга Большому чертежу»…). Со второй половины XVI в. известны казацкие Торские солёные озёра (для выварки соли; Славянск, с 1645 по 1784 — Соляной Тор). Казацкие зимовники и хутора стали появляться в местах нынешнего Донецка (верховья р. Кальмиус) в конце XVI в. и на протяжении XVII в. В XVI−XVII вв. в современных пределах г. Мариуполя существовали поселения беглых крестьян и казаков, периодически разоряемые татарскими набегами, а с конца XVII и на протяжении XVIII в. — казацкое сторожевое укрепление Домаха, уничтоженное в 1769 во время русско-турецкой войны.
С конца XV в. на протяжении трёх столетий земли на Левобережной Украине в целом были весьма малонаселёнными, являя собой так называемое Дикое поле. Они контролировались (значительная территория) Крымским ханством подвластным Османской империи; а территории-местности (вышеописанные) были заселены самым разношёрстным людом, который в исторической литературе принято называть запорожскими казаками (в широком понимании этого определения).
В связи с увеличением численности населения на Украине в целом и притоком контингента в казаки и соответственным усложнением, в связи с этим, функций управления и суда, на территории владений Запорожской Сечи с середины XVII в. возникло деление на паланки (административно-территориальные окру́ги; по типу войскового круга, о́круга на Дону).
Вся территория Сечи разделялась на 8 [изначально на 5] паланок (окру́г): Кодакскую, Бугогардовскую, Ингульскую (Перевознинскую; на правом берегу), Самарскую, Орильскую, Прогноевскую, Протовчанскую, Кальмиусскую (на левобережье Днепра). То есть, владение Сечи 3апорожской охватывали земли современной Днепропетровской, Запорожской и Херсонской обл., частично — Кировоградской, Одесской, Николаевской, Донецкой областей.

### Сечевые, куренные и паланочные Рады
Рада запорожских казаков представляла собой высший административный, законодательный и судебный орган того или иного уровня.

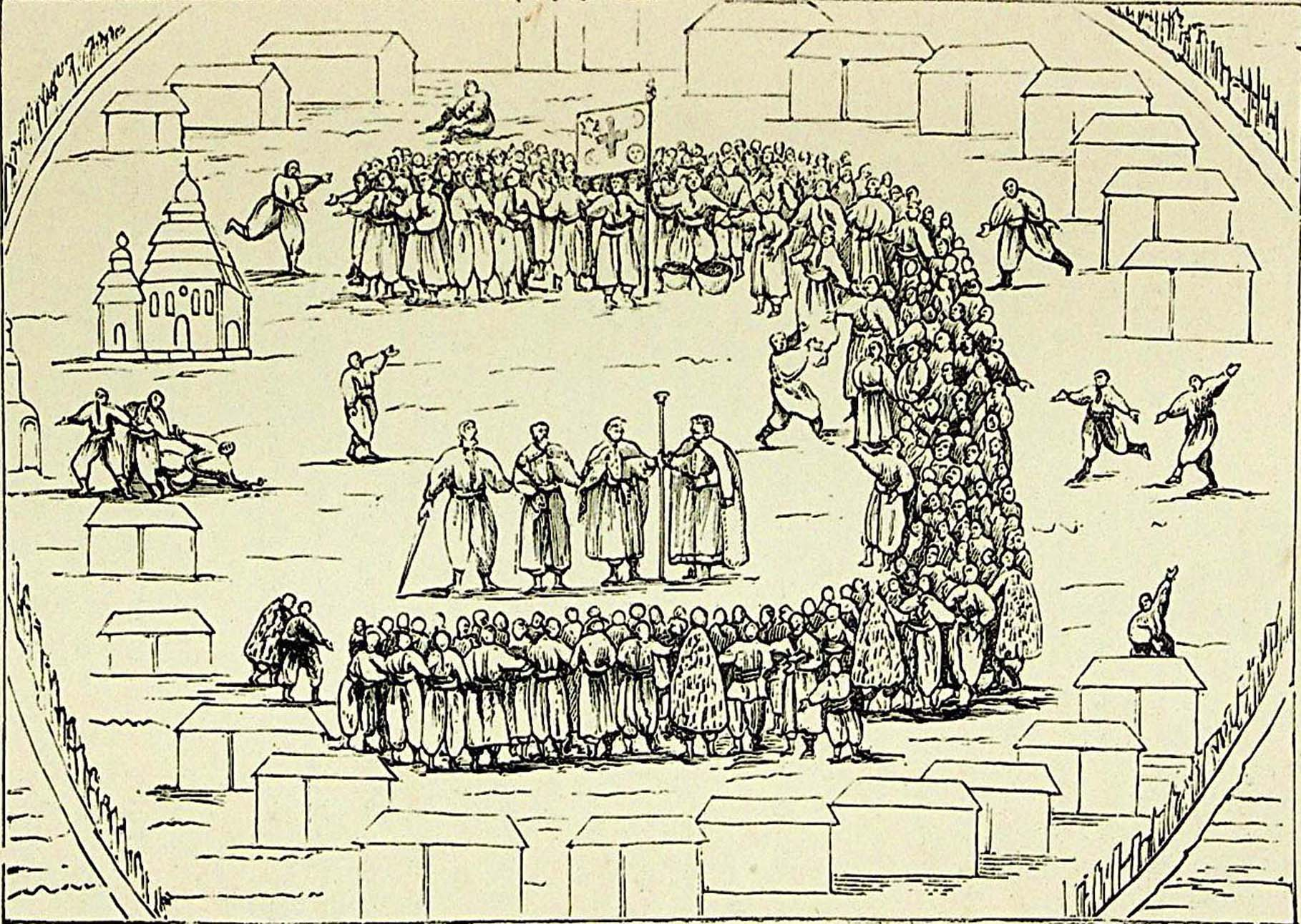
Сечевая рада. В верхней части изображения — хоругвь Запорожской Сечи (Войска Запорожского Низового).
Гравюра XVIII в.

Войсковая рада на Сечи. Диорама в Музее истории запорожского казачества, остров Хортица

На сечевых (войсковых) радах обсуждались все важнейшие вопросы жизни Низового Запорожского войска: о мире, о походах на неприятелей, о наказании важных преступников, о разделе земель и угодий, о выборе кошевой (войсковой) старши́ны.
Соответственно, на куренных и паланочных радах решались аналогичные вопросы того или иного куреня или паланки.
Сечевые рады проходили в обязательном порядке 1 января (начало нового года), 1 октября на Покров (храмовый праздник Сечи) и на 2-й или 3-й день Пасхи. Кроме того, Рада могла быть созвана в любой день и время по желанию большинства Войска. Решения Рады были обязательны к исполнению для каждого казака.

### Административная и судебная власть в Запорожской Сечи
Всего начальствующего состава на Сечи, по разным источникам, насчитывалось от 49 до 149 человек (см. ниже). Главным на Сечи был кошевой атаман. Далее шли судья, есаул (укр. осавул), писарь и куренные атаманы. Это можно было условно назвать правительством Запорожской Сечи. Далее шёл низший командный состав: подписарь, подъесаул, хорунжий и т. д.

#### Атаман Коша
Кошевой атаман соединял воедино военную, административную, судебную и духовную власть и в военное время имел полномочия диктатора. Имел право подписи смертных приговоров для казаков, совершивших преступления (см. ниже Кошевой судья). Символ власти кошевого атамана — булава.
В январе 1663 года, после отречения от власти Юрия Хмельницкого, в противовес наказному гетману (Левобережья, с 1662−1663 — основному претенденту на гетманскую булаву и всей Украины) Якиму Самко (не утверждённому царской грамотой), в Запорожской Сечи был провозглашён «кошевой гетман» — Иван Брюховецкий (то есть фактически второй после Б. Хмельницкого). Гетман Яким Самко говорил царскому посланнику Фёдору Лодыженскому, что виновником этого является епископ Мстиславский и Оршанский Мефодий «и Брюховецкий по баламутству его называетца гетманом; а у них же в Запорогах от веку гетмана не бывало, а были атаманы, также как и на Дону…, а особного де кошевого гетмана в Запорогах николи не бывало, то же учинено вновь…».
Список в хронологическом порядке:
- Дашкевич, Евстафий, (1470−1536)
- Подкова Иван, (xxxx−1578, казнён)
- Вишневецкий, Дмитрий Иванович, (1516−1563, казнён)
- Кошка, Самойло, (1530−1602, убит)
- Лобода Григорий, (1557−1596, убит)
- Наливайко Северин, (1560−1596, казнён)
- Неродич-Бородавка, Яков Адамович, (xxxx−1621, казнён)
- Сагайдачный, Пётр Кононович, (1570−1622, скончался от ран)
- Нечай, Данила, (1612−1651)
- Сирко Иван Дмитриевич, (1610−1680)
- Сулима, Иван Михайлович, (1615−1635, казнён)
- Дорошенко, Пётр Дорофеевич, (1627−1698)
- Барабаш, Яков Фёдорович, (xxxx−1658, казнён)
- Хмельницкий, Богдан Михайлович, (1595−1657) (Недопустимо путать гетманов с кошевыми атаманами).
- Сорочинский, Пётр[укр.], (1701−1709)
- Гордиенко Кость, (xxxx−1733)
- Брюховецкий, Иван Мартынович, (xxxx−1669, растерзан толпой)
- Самойлович, Иван Самойлович, (xxxx−1690)
- Калнышевский, Пётр Иванович, (1690−1803, после 26 лет заключения на Соловках)(проверьте даты.)

#### Суды, наказания и казни на Сечи
Жизнь запорожцев отличалась тем, что среди них было распространено безбрачие. Это связано, очевидно, с формой жизни и деятельности этих людей. Семья была помехой жизнедеятельности запорожских казаков. Семья мешала военным походам.
Суд руководствовался при ведении дел обычаями Сечи (т. н. обычаевое право), был быстрым и доступным. Перед судом были равны все — начальствующий и простой казак.
Наказаниями было: приковывание цепями к деревянному столбу на площади или к пушке, сажание на деревянную кобылу, битьё кнутом или киями.

### Церкви и монастыри

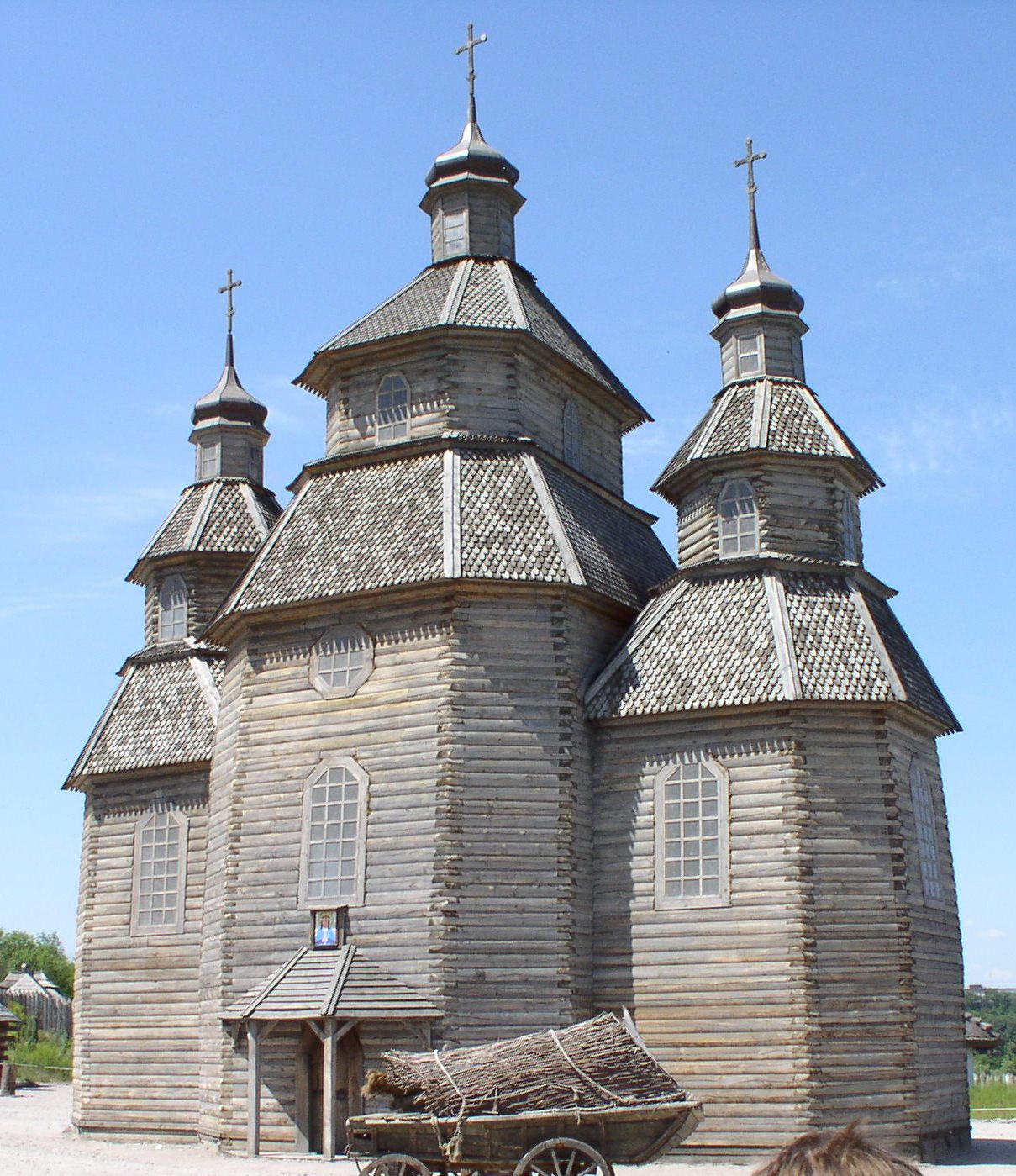
Церковь Покрова Пресвятой Богородицы, остров Хортица, Современная реконструкция

- Церковь Покрова Пресвятой Богородицы
- Самарский Пустынно-Николаевский монастырь
- Троицкий собор

Запорожские казаки были глубоко верующими людьми, они придерживались христианской православной веры. Церковь освящала все важнейшие этапы жизни и деятельности казаков.
В Речи Посполитой православная вера жестоко преследовалась, особенно после Брестской церковной унии 1596 года. Православная церковь, как социальный институт, в целом перестала существовать.
Лишь в 1620 году православная церковь на территории современной Украины начала возрождаться, была восстановлена православная иерархия — патриархом Иерусалимским Феофаном III (на обратном пути из Москвы на Ближний Восток) была возобновлена Киевская Митрополия Константинопольского Патриархата, он также рукоположил епископов на другие кафедры. Это произошло благодаря дипломатическому таланту гетмана Петра Сагайдачного и поддержке народа.
К середине XVII столетия духовенство и церковь Сечи принадлежали киевскому митрополиту, через него признавалось верховенство вселенского Константинопольского патриарха. Важными чертами запорожской церкви были демократичность и автономность от высшей церковной иерархии.
Почитаемый и опекаемый запорожцами Межигорский Спасо-Преображенский монастырь, считавшийся казаками их войсковым монастырём и являвшийся центром церковной жизни запорожского казачества, подчинялся непосредственно патриарху Иерусалимскому (а позднее Константинопольскому), то есть был независим от Синода и Киевского митрополита (подчинявшегося Московскому Патриарху), имел статус ставропигии.

### Доходы Войска Запорожского Низового
Главными источниками доходов на Сечи были: военная добыча и грабёж во время походов, внешняя и внутренняя торговля, винная продажа, дань от перевозов, царское хлебное и денежное жалованье. По обычаям лучшую часть добычи запорожцы отдавали на церковь, а остальное делили между собой. Утаивание части добычи казаком считалось преступлением.
Запорожцы не занимались земледелием — оно было невозможным в соседстве татар. Главным занятием запорожцев, кроме походов и грабежей была охота и рыболовство.
Значимую часть доходов давали шинки, расположенные на землях Войска Запорожского, и сбор с проезжавших по землям войска купцов, торговцев, промышленников и чумаков.
Также значительную часть доходов составляли «дымовые», то есть налог на жилища в пределах Войска.
Последним источником доходов было жалованье, получаемое запорожцами от польского короля, а затем и от русского царя.

### Грамотность и школы
Анализ писем старшин Войска Запорожского свидетельствует о том, что это были люди грамотные, писали не только грамотно, но и стилистически правильно. Грамотные люди высоко ценились на Сечи, потому что «они святое письмо читают и тёмных людей добру научают».
Кроме этого, в самой Сечи были свои школы. Запорожские школы разделялись на сечевые, монастырские и церковно-приходские. В сечевых школах обучались мальчики, насильно уведённые казаками на Сечь или привезённые своими родителями. Школа монастырская существовала при Самарском Пустынно-Николаевском монастыре. Школы церковно-приходские существовали при всех приходских храмах на территории Войска Запорожского. (Запорожские казаки в большинстве своём были безграмотны).

## Вооружение и войско Сечи
На вооружении у запорожских казаков были пушки, гаубицы, мортиры и мортирки, самопалы, пистоли, копья, сабли, луки, стрелы, клинки и кинжалы. Исторические и археологические данные показывают, что Войско Запорожское имело на вооружении самое передовое оружие того времени, отобранное у всех народов, с которыми воевали запорожцы.
Войско разделялось на три подвида — пехоту, конницу и артиллерию. Элитной частью войска была конница. По своим боевым качествам это подразделение представляло самую грозную силу запорожцев.
Войско делилось на полки и сотни. Сотня представляла собой тактическую единицу войска и была численностью 180 человек. Полк состоял из трёх сотен общей численностью 540 человек. Во время походов запорожцы разбивали табор, который представлял собой четырёхугольный или круглый ряд возов, которые устанавливались в несколько рядов и скреплялись цепями.
военные звания, иерархия:

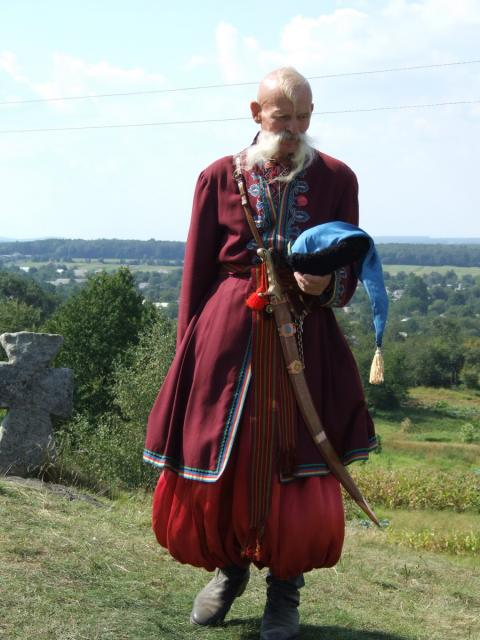
Современная реконструкция костюма казака

- кошевой, кошевой атаман, атаман — глава войскового управления (коша) в Запорожской Сечи; в случае, если атаман не избирался на сечевой раде, а был назначен по решению старшины или гетмана /например, во время войсковых походов/, его называли наказны́м
- генеральная (кошевая) старши́на [зачастую упоминается не совсем верно как войсковая; не следует путать с войсковой старшиной на Дону]: Вооружение казаков

Вооружение казаков

  - есаул, генеральный есаул (обычно их было два)
  - генеральный (войсковой) писарь, толмач (тлумач) — фактически, начальник генерального штаба; чужеземцы называли его «канцлером», ввиду его важной роли в политической жизни Запорожского Войска (позднее — Гетманщины)
  - бунчужный, генеральный бунчужный
  - генеральный хорунжий
  - генеральный обозный
  - генеральный (кошевой) судья — приговоры кошевого судьи утверждал кошевой атаман, смертные приговоры — войсковая рада
  - генеральный подскарбий — казначей

После старшины по своему значению шли
- куренные атаманы — казачий генерал[источник не указан 4705 дней]; чаще — полковник, паланковый полковник
- генеральная старшина вместе с полковниками [в иные периоды, по необходимости, — и генеральными радниками от каждого полка] образовывала старшинскую раду (совет; раду старши́ны) — или Генеральную Войсковую Раду (Рада генеральной старши́ны, Рада Сечевой старшины), которые имели значительное влияние на государственные дела
- так называемые, ба́тьки[Комм 4] или «сиво-усые деды» — прежние войсковые запорожские старшины, входили в совет (раду) старейшин (см. выше).

Далее шли войсковые служители:
- войсковой (кошевой) до́вбыш (политаврник) — барабанщик-сигналист,
- войсковой есаул,
- войсковой (кошевой) пушкарь (гарма́ш) — начальник артиллерии,
- войсковой (кошевой) кантаржий — эквивалентен главе налоговой инспекции и палаты мер и весов (аналога современных центров стандартизации, метрологии, качества и сертификации),
- войсковой (кошевой) шафари — налоговая, таможенная служба, и частично фининспекция,
- канцеляристы (10−16 чел.)
- войсковой (кошевой) школьный атаман — приравнивался к министру просвещения; в полковой, сотенной старши́не имелся соответствующий ему библиотекарь — школяр,
- булавни́чий,
- бунчу́жный (бунчуко́вый товарищ, подбунчу́жный)
- хорунжий (значковый товарищ) ≈ соответствовал прапорщику, корнету казачьих войск;
- войсковые товарыши — соответствовали сотнику (капитану), выполняли обязанности адъютанта при атамане (гетмане) и имели право принимать участие в раде старши́ны.

Особым уважением и почётом пользовались на Запорожской Сечи характерники (химородники) — так называемые вещуны, колдуны, которые занимались не только ясновидением, но и лечением раненных казаков, их психологической и физической подготовкой.
Характерник — своеобразный духовный наставник, которого казаки уважали, иногда даже побаивались, хранитель традиций и тайн боевого искусства запорожского казачества. По преданию, кошевой запорожцев И. Сирко, которого избирали на эту должность в течение 24 лет, был известным казацким характерником.
Некоторые обычаи и одежда:
- бритьё голов
 и айдар (укр. оселе́дець — хохол, хохолок, хохлач, хохлатый, чуб, чубатый, косматый) — клок долгих волос, коса мужская на темени
- ношение:
  - шаровар
  - широких цветных поясов,
  - сафьяновых с острыми носками сапог
  - высоких остроконечных шапок или шапок (папах) с длинным шлыком навыпуск
  - суконных, восточного покроя, кафтанов

пища:
- бры́нза — овечий сыр
- пострама́ — вяленое мясо
- буза́ — род кислого молока
- кули́ш (куле́ш) — любая крупа, в основном пшённая, заправленная салом и луком
- тара́нь — сушёная рыба

### Войсковые клейноды
По летописям, клейнодами Войска Запорожского являлись: «коро́гва королевская, златописанная», бунчук, булава, палица, печать «сре́бная» (серебряная), «котли медные великие с добошем» (литавры), арма́ты (пушки), пернач, значки и трости.
Впервые Клейноды были пожалованы Запорожскому войску Стефаном Баторием в 1576 г., как признаки независимого существования низовых казаков. Затем клейноды запорожцам жаловали и русские цари: в 1708 г. — Пётр I, в 1734 г. — Анна Иоанновна, в 1763 г. — Екатерина II.
Все они хранились, исключая «палок до литавр» и «войсковых армат», или в сечевой Покровской церкви, или в войсковой скарбни́це (казне), откуда выносились только по особому приказу атамана (кошевого или гетмана) — по сечевым праздникам, либо для проведения в их присутствии сечевых рад. «Палки до литавр» находились всегда в курене войскового до́вбыша (барабанщика), а арматы — в цейхгаузе или сечевой пушкарке. Теперь клейноды можно видеть в музеях частных и учёных обществ (особенно в Одесском музее истории и древностей, в музее Московской оружейной палаты и др.).

### Сухопутные и морские походы запорожцев
Походы на суше предпринимались против поляков, татар, турок и России (см. гетман Сагайдачный, Пётр Кононович). Рейды по рекам и морям почти всегда велись против Крымского ханства и Османской империи. Сухопутные походы всегда начинались весной, для этого объявлялся сбор казаков на Сечи. Перед самым выходом из Сечи служился молебен, который заканчивался выстрелом из самой большой пушки. Передвижение войска шло с большой осторожностью по балкам и оврагам. В походе запрещалось разводить костры, громко разговаривать, курить люльки. Впереди войска шли разведчики. Главной задачей сухопутного похода было внезапное нападение на врага. В походах конница преобладала над пехотой.
По словам Е. П. Савельева:
| Запорожцы в числе 10 тыс. пристали к Дмитрию I в борьбе его с Годуновым. Потом, после битвы под Добрыничами, к ним пришло на помощь ещё 7 тыс. Видя неустойчивость бояр в присяге и ненавидя все московское, они в 1606 г. взяли Пронск, Михайлов, Зарайск, Рязань, а потом в 1611 г. напали на Козельск, в 1612 г. взяли Вологду и истребили за преданность кичливым боярам всех её жителей. В 1615 г. по словам некоторых польских и русских летописей, казаки реестровые (запорожские) и городовые превзошли в жестокости не только поляков, но даже татар. В 1617 г. казаки реестровые (то есть не запорожские) напали на Новгородскую область, где жгли и грабили. Потом опустошили уезды: Углицкий, Пошехонский, Вологодский и пошли в поморские места, были в Навге, Тотьме, Устюге, Двинской земле, Яренске, потом в Олонце, в Сумском остроге, Заонежье, в Луде, у Ледовитого моря и возвратились в Каргополь, а оттуда через Новгород в Малороссию с многими пленными, которых продавали в рабство татарам и полякам. |

В 1618 г. состоялся поход на Москву во главе с польским королевичем Владиславом. Войском Запорожским предводительствовал гетман реестрового казачества Пётр Сагайдачный. Бельская летопись свидетельствует о начале этого похода, отмеченным взятием казаками небольшого города Ливны (ныне Орловская обл). Ливны был небольшой городок из «засечной» линии на пути крымцев при набегах на Россию по Муравскому шляху:

«…А пришол он, пан Сагадачной, с Черкасы под украинной город под Ливны, и Ливны приступом взял, и многую кровь християнскую пролил, много православных крестьян и з жёнами и з детьми посёк неповинно, и много православных християн поруганья учинил и храмы Божия осквернил и разорил и домы все християнские пограбил и многих жён и детей в плен поимал…»
Такой же почерк имели и морские походы. Разница состояла в том, что запорожцы выступали в поход на так называемых чайках — больших лодках (см. Хортицкая Сечь). Лодки были двоякого рода — речные и морские. В одну лодку садилось от 50 до 70 казаков, каждый из которых имел саблю, два ружья, боеприпасы и продовольствие. Для морских походов выбиралось осеннее время, особенно пасмурные дни и тёмные ночи. Чайки выходили прямо из Сечи и сплавлялись к Чёрному морю. Весть о выходе запорожцев в море наводила ужас на жителей приморских областей Турции. Высаживаясь на берег, запорожцы уничтожали людей, занимались грабежом и с добычей возвращались на Сечь.
Из походов наиболее известны: взятие приступом городов Варны, Очакова, Перекопа (1607), Синопа, Трапезунда, Кафы (1616), ряд многочисленных удачных походов казаков во главе с Сагайдачным в 1614, 1615, 1616 и 1620 гг. на Крым и Турцию, со второй пол. XVI в. по приглашению Молдавского господаря (против турецкого засилия) многочисленные успешные вылазки (походы морем) запорожского казачества на Дунай и Днестр в теч. двух последующих столетий, и пр.; с 1618 г. присоединение к «Лиге милиции христианства», целью которой была борьба с Османской империей (на международной арене).
В 1635 году на Балтике была создана польская казацкая флотилия, состоявшая из 30 чаек. Личный состав флотилии был набран из запорожских казаков под руководством полковника Войска Запорожского Константина Вовка.

### Охрана границ Запорожской Сечи

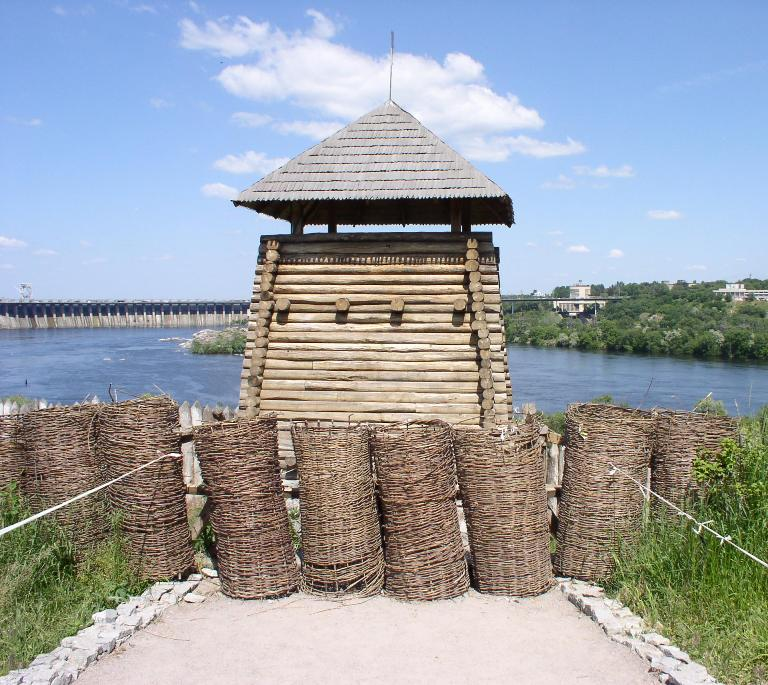
Сторожевая башня Сечи, Музей истории запорожского казачества

Живя вблизи татар, запорожские казаки принимали меры по охране своих границ от их внезапного вторжения. Средствами охраны у запорожцев были бекеты, редуты, фигуры и могилы. Бекетами назывались конные разъезды казаков вдоль восточных и южных границ. Редуты — это помещения для сторожевых бекетов. Они ставились вдоль левого берега Днепра на расстояниях 15-18 км друг от друга, чтобы можно было видеть с одной редуты другую. Фигуры — это ряд бочек, обвязанных между собой и поставленных друг на друга. Наверху устанавливался пук соломы, который зажигался при появлении татар. Затем зажигался пук соломы на следующей фигуре и т. д. Дым от горящих бочек оповещал Сечь о нападении татар.

## Переяславская Рада (1654 год)
После подписания унии между Польским королевством и Великим Княжеством Литовским (Люблинская уния, 1569 год) об образовании единого федеративного государства Речи Посполитой и, особенно, после подписания в 1596 году унии, подчинившей православную церковь католикам в Речи Посполитой (Брестская уния), положение православного населения Великого Княжества Литовского, а также, особенно, Русского, Холмского и Белостокского воеводств Польши кардинально изменилось из-за религиозных притеснений со стороны римокатоликов (поляков) и греко-католиков (отступников). До подписания Унии, литовцы, хоть и католики, а до этого — язычники, в целом терпимо, с уважением относились к православным, и поляки тоже вынуждены были признавать русские свободы. Ниже приведён фрагмент стихотворения украинского поэта XIX века Тараса Шевченко, идеалистично описывающего настроения того времени:
| Тарас Шевченко, Кобзарь, «Полякам» Ще як були ми козаками, А унії не чуть було, Отам-то весело жилось! Братались з вольними ляхами, Пишались вольними степами, В садах кохалися, цвіли, Неначе лілії, дівчата. Пишалася синами мати, | Синами вольними… Росли, Росли сини і веселили Старії скорбнії літа… Аж поки іменем Христа Прийшли ксьондзи і запалили Наш тихий рай. І розлили Широке море сльоз і крові, А сирот іменем Христовим | Замордували, розп’яли. Поникли голови козачі, Неначе стоптана трава. Украйна плаче, стогне-плаче! За головою голова Додолу пада. Кат лютує, А ксьондз скаженим язиком Кричить: «Te deum! алілуя!..» | Отак-то, ляше, друже, брате! Неситії ксьондзи, магнати Нас порізнили, розвели, А ми б і досі так жили. Подай же руку козакові І серце чистеє подай! І знову іменем Христовим Ми оновим наш тихий рай. |

Низовое Войско Запорожское, вследствие его стихийной природы, жёстко не контролировалось центральной властью Речи Посполитой.

Памятный знак в ознаменование первых побед Богдана Хмельницкого над войсками Речи Посполитой. Музей запорожского казачества на острове Хортица.

Его необузданный нрав и немалая военная сила привлекала многих политических авантюристов.
В 1648 году казаки Никитинской Сечи поднимают восстание. Повод к восстанию привёз казачий реестровый полковник Богдан Хмельницкий, который враждовал с чигиринским старостой шляхтичем Чаплинским (см. статью Богдан Хмельницкий). Кош выступил на стороне Хмельницкого. Выступление казаков поддержало незнатное православное население польской Украины. Первоначально казакам сопутствовал успех. После ряда внушительных побед над шляхтой в 1648 году (Жёлтых Водах, Корсунь, Пилявцы), восставшие заключают перемирие с польским королём Яном II Казимиром. Победный поход завершён 23 декабря 1648 года торжественным входом казаков в Киев.
Однако в 1651 году восставшие терпят ощутимое поражение от польской армии в Берестецкой битве. Богдан Хмельницкий ведёт переговоры с поляками, отчаянно торгуется. Население Украины не приемлет достигнутые договорённости. Ненависть к полякам так высока, что сопротивление всё растёт. Но силы не равны. Прежние союзники крымцы и турки больше не поддерживают восставших. Шляхта, среди которой ещё много православных, пытается заключить с Москвой славянский союз против безродных космополитов Запорожского войска, зверства которых в Смуту и во время русско-польских войн хорошо помнят и в России. Чтобы расстроить этот союз, казаки были вынуждены сами просить помощи у единоверной России.
Богдан Хмельницкий, получивший титул гетмана из «рук» сечевиков, советовался с ними о его желании просить покровительство русского царя. Ещё 26 декабря 1653 года он отправил из Чигирина на Сечь письмо, в котором он отдавал должное запорожским казакам за их вклад, который они сделали, воюя с Польшей. Гетман писал: «Так же как мы начинали махину войны с поляками не без воли и не без вашего совета, братьев наших, так и нынешнее не меньшее дело о запросе о протекции русского царя, без вашего позволения и совета принять не хочем»
В 1654 году была созвана Переяславская Рада, заявившая о переходе подконтрольных восставшим территорий под протекторат России. Однако, на Переяславскую Раду представители низового запорожского казачества не были приглашены. На Раде присягу на верность русскому царю принимала реестровая казацкая старшина. Сечевики присягнули русскому царю где-то к концу мая.
Запорожская Сечь, не входя ни в один из полков Войска Запорожского, обладала автономией в Гетманщине и напрямую подчинялась гетману. В отличие от полков Войска Запорожского, где полковников назначал гетман, Сечь сама выбирала своего кошевого атамана
Несмотря на родственные связи между российской и польско-литовской знатью и все обиды на черкасов русские войска поддержали восставших казаков, что привело к русско-польской войне 1654—1667.
Война завершилась Андрусовским перемирием, по условиям которого территории, лежащие восточнее Днепра (Левобережная Украина и Сиверщена) отошли к России, а лежащие западнее (Правобережная Украина)- к Польше. При этом Запорожье одновременно подпадало в двойное подданство российского царя и польского короля. О дальнейшем развитии событий на Украине после присоединения к Российской империи см. статью Руина (история Украины)

## Борьба за Запорожскую Сечь в период Великой Северной войны
По словам Яворницкого, в период Великой Северной войны после перехода гетмана Мазепы на сторону Карла XII, на Запорожье начали поступать письма от Петра І и Мазепы. 30 октября 1708 года царь написал кошевому атаману Константину Гордиенко грамоту, в которой просил запорожцев быть верным присяге русскому царю и православной вере, за что обещал «умножить» к ним свою милость, которой они раньше того были лишены из-за наветов на них Мазепой.
О том же самом хлопотал и Мазепа. Он отправил в Сечь «знатную особу» с универсалом и с письмом низовому войску. В универсале Мазепа извещал о переходе на сторону шведского короля, чтобы защищать Украину от тирании московского царя, который не раз говорил Мазепе о желании истребить запорожских казаков. Гетман писал, мол, точно знает, что москали, отступая перед шведами, завлекли его на Украину, но король не имеет дурных намерений относительно запорожского войска; запорожцы должны воспользоваться таким счастливейшим случаем, свергнуть с себя «иго московское» и сделаться навсегда народом свободным.

### Недовольство казаков
Часть запорожцев не поддержала Петра І по ряду причин, среди которых одной из главных помимо политики русификации и отправки украинцев на каторгу было возведение в 1701 году царским правительством крепости (редута) в Каменном Затоне.
Крепость (сейчас это Каменка-Днепровская Запорожской обл.) была выстроена на левом берегу Днепра, возле переправы у Никитинского Рога. Здесь же, но в разное время, на правом берегу Днепра рядом с современным Никополем, базировались пять Запорожских сечей (см. ниже Мемориальные места Сечи на Украине).
Мелководный Днепр возле Никитинского Рога позволял туркам и татарам переправляться через реку и совершать набеги на Речь Посполитую. Через Каменный Затон проходил и важный торговый путь в Крым, Чумацкий шлях. Крепость в Каменном Затоне позволяла регулярным правительственным войскам контролировать набеги крымчан, но, при этом, сильно ограничивала свободу действия и своевольное поведение казаков Запорожской Сечи (которые также не прочь были время от времени предпринимать разбойные «походы за зипунами»). Все это вызвало у казаков раздражение к Москве, которое могло быть потушено лишь срытием крепостей в Каменном Затоне и на реке Самара.
Ниже приведены выдержки из переписки заинтересованных сторон.
Крымский хан писал Порте:

«татары не могут быть безопасны при существовании крепости Каменного Затона и что теперь самое благоприятное время потребовать от Москвы её разорения, с угрозою, что в случае отказа хан присоединится к шведам со всею ордою»
Из донесения посла в Стамбуле П. А. Толстого:

«4 числа получил я ведомость о злых замыслах козаков запорожских: прислали к крымскому хану просить, чтоб их принял под свой протекцион»
Из письма запорожцев Мазепе:

«чтоб присланы были к нам на кош уполномоченные от короля шведского и польского и от него, Мазепы, для заключения договоров, за кем им быть, а для разорения Каменного Затона чтоб присланы были войска, и как только эта крепость будет разорена, запорожцы поспешат к шведам на помощь против московских войск»
Ни письмами, ни деньгами привлечь на свою сторону запорожцев Петру не удалось. Гетман Мазепа продолжал уговаривать казаков, объявляя, что «царь хочет весь народ малороссийский загнать за Волгу, и что московские войска разоряют Украйну пуще шведа». Кошевой атаман Гордиенко также призывал выступить против царя. «Кошевой вор пишет универсалы за Днепр в Чигирин, прелщая к Мазепиной стороне», — сообщает князь Г. Долгорукий Меншикову 16 марта 1709 года. А 3 апреля докладывает царю, что Гордиенко «яд свой злой ещё продолжает, на другую сторону за Днепр непрестанно прелестно пишет, дабы побивали свою старшину, а сами б до него за Днепр переходили, что уже такая каналія тамо за Днепром купами збираетца и разбивает пасеки…»

### Казако-гетмано-шведский союз
Дипломатическую войну царь Пётр І, по мнению Д. И. Яворницкого, проиграл. После таких донесений в царском лагере стало ясно, что кошевой Гордиенко хитрит и имеет злые в своём уме намерения.. 27 марта (7 апреля) 1709 года кошевой атаман Кость Гордиенко и гетман Мазепа подписали союзнический договор с королём Карлом XII. В этом договоре Запорожье присоединилось к гетманско-шведскому союзу против царя Петра I.

## Уничтожение Запорожской Сечи (1709 год)
Уже с января 1709 г. к Петру стали поступать сообщения, что запорожцы что-то замышляют. Подозревая, что казаки могут выступить против него, Пётр отдаёт распоряжения об укреплении гарнизонов крепостей: 

«…Вчерашнего дня получили мы подлинную ведомость, что запорожцы конные пришли уже давно и кошевого ждут с пехотою вскоре, а сей сбор их только 5 верст от Богородицкого, и опасно, чтоб чего над оным не учинили … не для города, а для артиллерии и амуниции, которой зело много, а людей мало. Того ради зело потребно, дабы один конный полк послать в Богородицкий, велеть бы оному там побыть, пока из Киева три полка будут в Каменный Затон», при этом указывая Меншикову, что «…токмо едина материя суть, чтоб смотреть и учинить запорожцев добром по самой крайней возможности; буде же оные явно себя покажут противными и добром сладить будет невозможно, то делать с оными, яко с изменниками…»

### Первые поражения мазепинцев
На Раде, состоявшейся в марте, запорожцы приняли сторону Карла XII и начали боевые действия против российских войск, как самостоятельно, так и совместно со шведскими войсками. В стычке в местечке Царичевке запорожцами было захвачено в плен несколько русских солдат, которых они отправили к шведскому королю, стоявшему тогда в местечке Будищах. Но в большинстве случаев сечевики терпели поражения, так, они были разбиты в стычке с отрядом полковника Болтина, вместе со шведами они потерпели неудачу у местечка Сокольна от генерала Ренне.

### Приказ Петра Первого
После того, как Кость Гордиенко и гетман Мазепа подписали с Карлом XII союзнический договор, царь Пётр I отдал приказание князю Меншикову двинуть из Киева в Чертомлыкскую Сечь три полка русских войск под командованием полковника Яковлева с тем, чтобы «истребить всё гнездо бунтовщиков до основания». Подошедший к Сечи полковник Яковлев, чтобы избежать кровопролития, пытался договориться с запорожцами «добрым способом», но зная, что на помощь осаждённым из Крыма может подойти кошевой Сорочинский с татарами, начал штурмовать Сечь. Первый штурм запорожцы сумели отбить, при этом Яковлев потерял до трёхсот солдат и офицеров. Запорожцам даже удалось захватить какое-то количество пленных, которых они «срамно и тирански» убили.
11 мая 1709 года с помощью казацкого полковника Игната Галагана, который знал систему оборонительных укреплений Сечи, крепость была взята, сожжена и полностью разрушена.
Игнат Галаган пристал к Яковлеву на пути его в Сечь и под присягой обещал тайными тропинками провести русских к запорожской столице. Так или иначе, но на него возлагались в этом отношении большие надежды, как на человека, знавшего все «войсковые секреты» и запорожские «звычаи». И точно, прибытие Игната Галагана к Сечи имело для запорожцев решающее значение. Игнат Галаган закричал казакам: «Кладите оружие! Сдавайтесь, бо всем будет помилование!» Запорожцы сначала не поверили словам Галагана и продолжали по-прежнему отбиваться от русских, но Галаган поклялся перед ними в верности своих слов, и тогда казаки бросили оружие. Но то было не больше, как обман со стороны Игната Галагана. Русские устремились на безоружных запорожцев, и тут произошла страшная кровавая расправа, причём все курени и все строения в Сечи были сожжены.
Из доклада царю об уничтожении Сечи (Чертомлыкской):

Живьем взято старшин и казаков с 300 человѣк, пушек, також и амуниціи взято в оном городѣ многое число… А ис помянутых живьем взятих воров знатнѣйших велѣл я удержать, а протчих по достойности казнить и над Сѣчею прежней указ исполнить, також и всѣ их мѣста разорить, дабы оное измѣнническое гнѣздо весма выкорѣнить.— 
После схватки взяты были в плен кошевой атаман, войсковой судья, 26 куренных атаманов, 2 монаха, 250 человек простых козаков, 160 человек женщин и детей. Из того числа 5 человек умерло, 156 человек атаманов и казаков казнено, причём несколько человек были повешены на плотах и сами плоты были пущены вниз по Днепру на страх другим.
Из доклада кошевого атамана Степаненко гетману Скоропадскому:

Учинилось у насъ въ Сичѣ то, что по Галагановой и московской присягѣ, товариству нашему голову лупили, шею на плахахъ рубили, вѣшали и иныя тиранскія смерти задавали, и дѣлали то, чего и въ поганствѣ, за древнихъ мучителей не водилось: мертвыхъ изъ гробов многихъ не только изъ товариства, но и чернецовъ откапывали, головы имъ отсѣкали, шкуры лупили и вѣшали.

### Грамота человека к малороссийскому народу
Для того, чтобы усилить впечатление, произведённое на малороссийский народ истреблением сечевых казаков, царь издал 26 мая грамоту, в которой говорил, что причиной уничтожения Сечи была измена самих запорожцев, потому что они сносились с врагами России, шведами. Тут же Пётр I приказал схватить, бросить в тюрьму и казнить запорожцев, не бросивших своё оружие.

## Сечь в 1709—1775 гг

### Каменская и Алешковская Сечи
Царь Пётр I вплоть до его смерти не разрешал восстанавливать Сечь, хотя такие попытки были. На территории, подконтрольной Османской империи, казаки попытались основать Каменскую Сечь (1709−1711 годы).
Однако в 1711 году русские войска и полки гетмана И. Скоропадского напали на крепость и разрушили её. После этого была основана Алешковская Сечь (1711−1734 годы) на этот раз под протекторатом крымского хана, но и она просуществовала недолго.

### Новая Сечь (Подпольненская)
В 1729 году кошевой атаман Иван Малашевич от имени всех запорожцев просил принять казаков в подданство России. В 1733 г. крымский хан приказал запорожцам, основным центром которых к тому времени была Алешковская Сечь, двинуться к русской границе, где генерал Вейсбах, устраивавший украинскую линию крепостей, вручил им в урочище Красный Кут, в 4 верстах от старой Чертомлыкской Сечи, грамоту императрицы Анны Иоанновны о помиловании и принятии в русское подданство. Здесь запорожцы прожили до окончательной ликвидации Запорожской Сечи в 1775 г.
Они обязались оберегать границу от татар и за это получили прежние земли, которые поделили на 5 паланок (округов), каждую под начальством полковника и его старшины; всех переселившихся из Крыма запорожцев насчитывалось 7268 человек. Впоследствии количество их достигло 13 тысяч;
Быт их значительно изменился: большинство уже были люди женатые; однако женатые не пользовались ни правом голоса на раде, ни правом избрания на должности и были обязаны уплачивать в сечевую казну «дымовое», то есть род налога с семьи; полноправные (холостые) запорожцы жили либо в Сечи, либо посёлками по паланкам (в зимовиках). Паланками управляли выборные полковники и старшина (есаул и писарь).
Запорожцы в мирное время занимались рыбным промыслом, охотой, скотоводством и торговлей, их паланки сильно застраивались, в них насчитывалось до 16 церквей.
Новая Запорожская сечь находилась на государственном содержании. В 1735 году она получила годовое жалованье в 20 тысяч рублей, 2 тысяч кулей муки, а для кошевого атамана и его свиты 490 рублей и по ведру вина. Казакам были запрещены дипломатические отношения с Турцией и Крымским ханством, но предоставлены привилегии на рыбные ловли и промыслы. До 1753 года казённое жалованье оставалось неизменным — на каждый курень приходилось около 140 рублей в год и надбавки за воинские заслуги. Торговля Запорожья с Россией облагалась таможенными пошлинами, отменёнными только в 1775 году.
Новая Запорожская сечь обладала значительной автономией, но оказалась под сильным военным контролем российских властей. Уже в 1736 году в самой сечевой крепости началось строительство Новосечинского ретраншемента, а позднее на месте старой Сечи появились российские военные посты «для смотрения за своевольными запорожцами». В 1750 году Запорожская Сечь была подчинена сразу гетману Малороссии и киевскому генерал-губернатору. В 1753 году на южных границах Сечи появились воинские караулы.
В 1750-е годы российские власти стали ограничивать автономию Запорожской сечи. 19 июля 1753 года грамота, подписанная императрицей Елизаветой Петровной, запретила запорожцам самостоятельно избирать кошевого атамана. В 1756 году Запорожская сечь была подчинена Сенату. В 1761 году указ Сената запретил избрание старшин и самостоятельный суд, а посланные в Запорожье чиновники сняли с должностей кошевого атамана А. Белицкого и судью Ф. Сохацкого. Новая императрица Екатерина II с самого начала правления принялась за ликвидацию остатков запорожского самоуправления. В 1762 году сечевая церковь была подчинена киевскому митрополиту и был запрещён вывоз из Сечи серебряных денег.
Столь жёсткий контроль был скорее всего связан с боязнью новой измены запорожцев, которая была отнюдь не беспочвенна. В 1755 году стало известно, что 119 запорожцев перешли турецкую границу и просили крымского хана о принятии их в свою защиту, а сторонники гетмана И. С. Мазепы посылали письма на Сечь, уговаривая запорожцев выйти из подчинения России.
Существование Сечи было связано с нескончаемыми пограничными спорами, так как часть территорий, на которые претендовали запорожцы, оказались заняты в 1752 году сербскими поселенцами. Запорожцы неоднократно (в 1746, 1748, 1752, 1753, 1755, 1756 годах) просили правительство чётко определить границы своих земель, но безуспешно. Дело дошло до того, что в 1774 году запорожцы совершили набег на спорные территории, говоря, «что в нынешнее лето всю состоящую под Елисаветградскую провинцию землю получат в своё ведомство».

### Другие запорожские казачьи образования XVIII века
В украинских степях существовали ещё два казачьих фактически независимых образования. Относительно мирной была группа запорожцев, осевшая в районе Каменного Затона и Прогноя, которых турки называли «гюрунами». Они не подчинялись ни Крымскому ханству, ни Запорожской сечи, пока в ходе русско-турецкой войны 1768−1774 годов не были включены в состав войска в качестве Прогноинской паланки.
В низовьях Южного Буга недалеко от Очакова располагался ещё один казачий очаг, который обнаружил в 1704 году Е. И. Украинцев. Эти казаки не подчинялись никому и занимались грабежами. Просуществовал этот очаг долго — в 1755 году в Сенат поступил рапорт И. Глебова о том, что проживающие недалеко от устья Южного Буга гайдамаки совершали набеги на турецкие территории; позднее грабежам подверглись польские земли. Часть очаковских гайдамаков переселилась на Запорожье. В феврале 1756 года в сечь прибыли 50 гайдамаков, которые получили прощение и повторно были приведены к присяге. Очаковское казачье (точнее гайдамачье) образование было ликвидировано в 1761 году в результате серии совместных операций России, Турции и Польши.

## Участие в русско-турецкой войне
В русско-турецкую войну 1768−1774 годов 10 тысяч запорожцев были причислены к армии Румянцева. Казаки не только отличались в разведках и рейдах, но и сыграли важную роль в сражениях при Ларге и Кагуле. В январе 1771 года Екатерина II наградила кошевого атамана Запорожского войска П. Калнишевского за заслуги золотой медалью, «осыпанною бриллиантами». Золотых медалей были удостоены ещё 16 человек из высших чинов Запорожского войска.

## Ликвидация Запорожской Сечи (1775 год)
Окончательно судьба запорожцев была решена 3 августа 1775 года подписанием российской императрицей Екатериной II манифеста «Об уничтожении Запорожской Сечи и о причислении оной к Новороссийской губернии»:

### Манифест Екатерины Великой
Мы восхотѣли чрезъ сіе объявить во всей Нашей Имперіи къ общему извѣстію Нашимъ всѣмъ вѣрноподданнымъ, что Сѣчь Запорожская въ конецъ уже разрушена, со истребленіемъ на будущее время и самаго названія Запорожскихъ Козаковъ… сочли Мы себя нынѣ обязянными предъ Богомъ, предъ Имперіею Нашею и предъ самымъ вообще человѣчествомъ разрушить Сѣчу Запорожскую и имя Козаковъ, отъ оной заимствованное. Въ слѣдствіе того 4 Іюня Нашимъ Генералъ-Порутчикомъ Текелліемъ со ввѣренными ему отъ насъ войсками занята Сѣчь Запорожская въ совершенномъ порядкъ и полной тишинѣ, безъ всякаго отъ Козаковъ сопротивленія… нѣтъ теперь болѣе Сѣчи Запорожской въ политическомъ ея уродствѣ, слѣдовательно же и Козаковъ сего имени…"— Данъ въ Москвѣ, отъ Рождества Христова тысяща седьмь сотъ семьдесятъ пятаго года, Августа третьяго дня,
а Государствованія Нашего четвертагонадесять лѣта.

### Причины ликвидации Сечи
К концу XVIII века после многочисленных политических и военных побед Российской империи над Турцией был заключён Кючук-Кайнарджийский мирный договор (1774), по которому Российская Империя получила выход к Чёрному морю, была создана Днепровская оборонительная линия, Крымское ханство, которое на протяжении нескольких веков терроризировало окраины России, было присоединено, католическая Речь Посполитая была на грани раздела.
Среди причин ликвидации историки выделяют:
- нежелание российского правительства иметь «государство в государстве»
- возможность Сечи получить независимость
- опасения Екатерины возможного союза Сечи с Крымским ханством против России
- желание высшего класса России захватить земли и природные богатства казацкой республики
- желание правительства за счет распространения крепостничества в Запорожье уменьшить кризис феодально-крепостной системы Российской империи
- Запорожье было центром антифеодальной и антикрепостнической борьбы, и правительство хотело обезопасить себя от этого[64]
- после присоединения Крыма к Российской империи угроза от крымских татар исчезла, исчезла и необходимость терпеть украинских казаков и их демократию[65].

Свою роль сыграли и конфликты между Новой Сербией и украинскими казаками. Это по мнению историка Д. Яворницкого и стало главной причиной ликвидации Сечи .
Поводом к уничтожению Запорожской Сечи послужили бесконечные жалобы Екатерине II на запорожцев со стороны иноземных выходцев, которые вызваны были в Россию еще в царствование Елизаветы Петровны и своими поселениями заняли восточные и западные окраины запорожских вольностей, основав на западе Елисаветград, на востоке Луганск. То были болгары, румыны, венгры, сербы, известные под общим наименованием ново-сербов и славяно-сербов. Они сдавливали запорожцев с двух сторон, как сдавливает человека огромного размера гад своими кольцами.
Неточные размежевания земельных границ между пришельцами и запорожцами вызывали часто споры, переходившие в драки, и даже убийства с одной и с другой стороны. Оберегая свои вольности от захватчиков, запорожцы посылали в столицу жалобы за жалобами. Но где же им, малым людям, было бороться с такими великими людьми, как Хорваты, Милорадовичи, Депрерадовичи, Шевичи и другие, которые, перейдя из заграницы в Россию, скоро получали и землю, и высокие чины и имели доступ до самого царского престола. В столице запорожцев трактовали как диких людей, как грабителей, как убийц, которые должны подлежать политической каре.

Это и привело к тому, что в 1775 году 4 июня Запорожской Сечи не стало.»
К тому же, после восстания Пугачёва, в котором участвовали сосланные на Волгу и Урал запорожские казаки, российское правительство, узнав, что Пугачёв собирался переместиться в Запорожскую Сечь, приняло решение ликвидировать ее .

### Ультиматум генерала Текели
5 июня 1775 года, на троицкую неделю, войска генерала-поручика Петра Текели вместе с валашским и венгерскими полками генерал-майора Фёдора Чобры в составе пяти полков конницы-пикинёров, гусар, донцов и десяти тысяч пехоты подошли к Запорожью ночью. Запорожцы праздновали зелёные святки, часовые спали, Орловский пехотный полк с эскадроном конницы прошёл незаметно через всё предместье и без выстрелов занял Новосеченский ретраншемент. Внезапность действия русских войск деморализовала казаков. Текели зачитал ультиматум, и кошевой Пётр Калнышевский получил два часа для размышления.
Старшины с участием духовенства после длительного обсуждения решили сдать Сечь. Однако подавляющая часть рядового казачества намеревалась вступить в борьбу с царскими войсками. Много усилий приложил кошевой Пётр Калнышевский и глава сечевого духовенства Владимир Сокальский, чтобы убедить казаков покориться. Они объясняли свою позицию нежеланием проливать православную кровь. У Сечи конфискованы были её казна (войсковая скарбница), а также архив. После этого артиллерия Текели сровняла с землёй пустую крепость. За выполнение бескровной операции Текели был награждён орденом св. Александра Невского.
Архив ликвидированной Сечи (около 30 тысяч документов) хранился в Крепости Святой Елисаветы.

## После ликвидации Сечи
После ликвидации Сечи, казаки были предоставлены своей судьбе, бывшим старшинам были даны дворянство и обширные поместья, а нижним чинам разрешено вступить в гусарские и драгунские полки. Но вскоре Петр Калнышевский, Павел Головатый и Иван Глоба (писарь) за измену и переход на сторону Турции части казаков, сформировавших Задунайскую Сечь, были сосланы в Соловецкий монастырь (Калнышевский), в Туруханский монастырь (Глоба) и в Тобольск (Головатый), хотя большинство ушедших не были малороссами, как старшины, и старшины в этой измене не участвовали. До ликвидации Сечи они вели переговоры с Великобританией о поселении всем войском в её колониях, но после ликвидации эти руководители были довольны, что получили поместья, их вины в бегстве казаков не было. Их осудили, чтобы обелить выдавшего этим казакам паспорта якобы для рыбной ловли Потёмкина.. Калнышевский на Соловках прожил до 112-летнего возраста и даже после амнистии Александра I предпочёл остаться там. Глоба также прожил до глубокой старости в Белозёрском монастыре.

### Задунайская Сечь
Часть запорожцев по выданным для рыбалки «паспортам» десятки и сотни казаков, сначала ушла в Крымское ханство, а затем на территорию Турции, где осели в дельте Дуная. Султан позволил им основать Задунайскую Сечь (1775−1828) на условиях предоставления 5-тысячного войска в свою армию. На новом месте казаки, среди которых вначале преобладали старообрядцы-поповцы, конфликтовали с беспоповцами некрасовцами, причём после переселения к задунайским казакам украинских крестьян, их украинизации и увеличения их числа этот конфликт превратился в войну, а также до 1860-х годов участвовали в подавлении восстаний против Османской империи православных народов Балкан (греки, болгары, сербы и т. д.).
Так как задунайские казаки стали православными в основном, то многие переходили на сторону России, в отличие от некрасовцев. В 1853 году, с началом Крымской войны, из задунайских (бывших запорожских) казаков был сформирован казачий полк по регулярному образцу (по разным оценкам численность составляла от 1400 человек), получивший впоследствии название «Славянского легиона». Непосредственного участия в сражениях с русскими войсками полк не принимал.

### Войско Запорожцев, Черноморское, Азовское и Кубанское казачество
Ликвидация такого крупного воинского формирования, как Запорожская Сечь, принесла целый ряд проблем. Около 12 тысяч запорожцев остались в подданстве Российской империи, многие не выдержали жёсткую дисциплину регулярных армейских частей.
При этом, все ещё сохранялась и внешняя военная угроза со стороны Турции. Поэтому было решено восстановить казачество и в 1787 году казачьи старшины подали прошение на имя императрицы, в котором выразили желание по-прежнему служить. Александр Суворов, который по приказу императрицы Екатерины II организовывал армейские подразделения на юге России, занялся формированием нового войска из казаков бывшей Сечи и их потомков. Так появилось «Войско верных Запорожцев» и 27 февраля 1788 года в торжественной обстановке Суворов собственноручно вручил старшинам Сидору Белому, Антону Головатому и Захарию Чепиге белое войсковое знамя, пожалованное императрицей Екатериной II, а также флаги и другие клейноды, которые были конфискованы при ликвидации Запорожской Сечи в 1775 году.
Войско Верных Запорожцев, переименованное в 1790 году в Черноморское казачье войско, участвовало в Русско-турецкой войне 1787−1792. По окончании войны, в знак благодарности от Екатерины II-й, им была выделена территория правобережной Кубани, которую они заселили в 1792-93 годы Войско приняло активное участие в Кавказской войне и других войн империи.
В 1828 году, задунайские казаки во главе с кошевым Йосипом (Осипом) Гладким перешли на сторону России и были помилованы лично императором Николаем I. Из них было сформировано Азовское казачье войско (1828−1860). Оно, как и исторические морские походы Запорожцев, играло роль преимущественно береговой охраны Кавказского побережья, и особенно отличилось в Крымской войне. В 1860 году войско расформировали и казаков переселили на Кубань. Последний кошевой Задунайской Сечи, наказной атаман Азовского казачьего войска, генерал-майор Осип Гладкий похоронен на исторической родине казаков в Александровске (ныне г. Запорожье).
В этом же, 1860, году Черноморское войско объединили с двумя левыми полками (Хопёрский и Кубанский) Кавказского линейного войска в Кубанское казачье войско, которое сохранилось по настоящее время (потомки-наследники казаков; восстановилось после упразднения и многолетнего советского запрета; некоторые части и подразделения казаков действовали также во время ВОВ).

## Письмо турецкому султану — литературный памятник Сечи

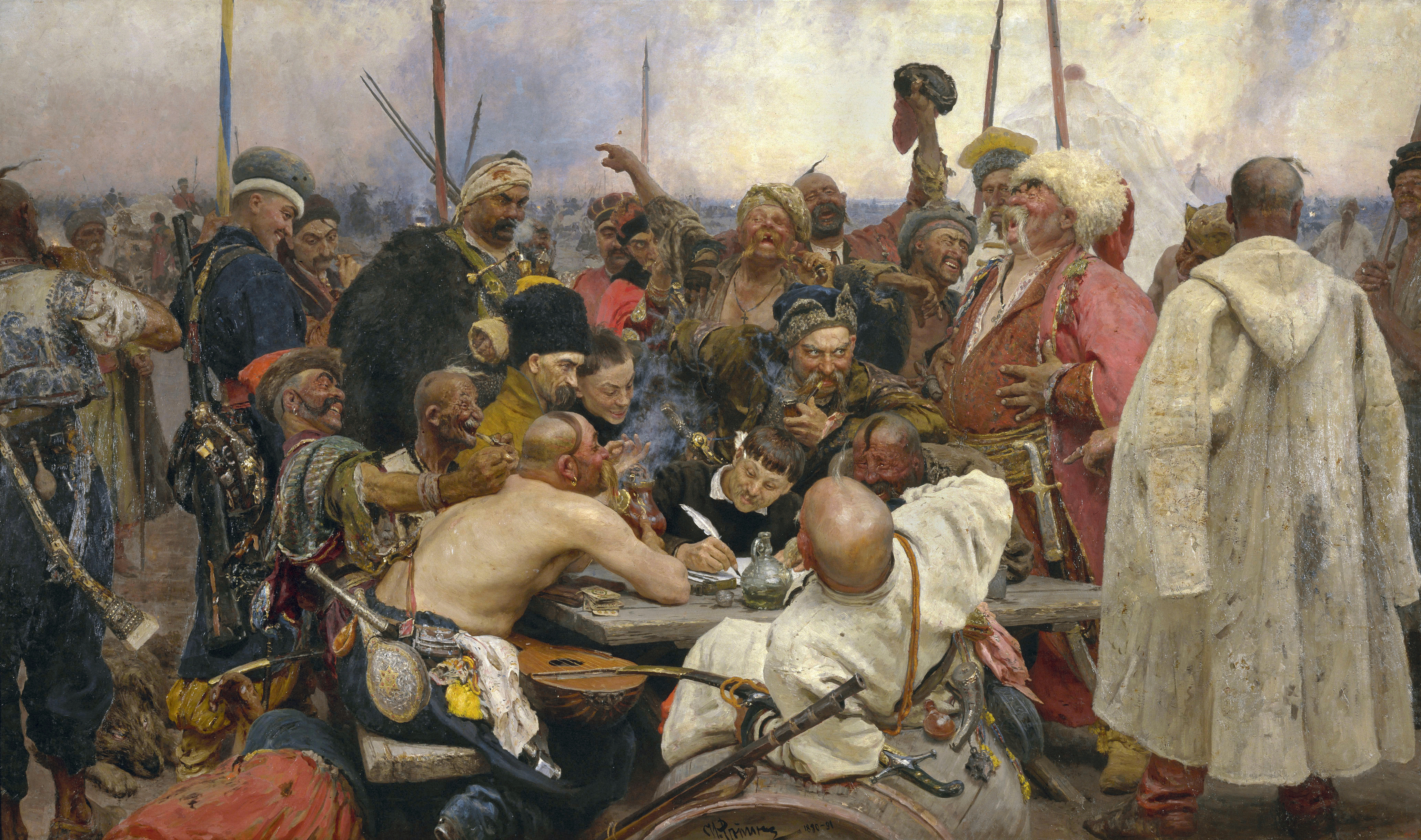
И. Е. Репин. «Запорожцы». 1880—1891. Холст, масло. 203 × 358 см. Русский музей, Санкт-Петербург, Россия.
----
С Д. И. Яворицкого написан портрет писаря, за ним, с трубкой, атаман Иван Сирко.

Известен оскорбительный ответ запорожских казаков, написанный турецкому султану в ответ на его требование прекратить нападать на Блистательную Порту и сдаться. Письмо написано в XVII веке, когда в среде запорожского казачества и на Украине была развита традиция таких писем. Основой таких писем служили документальные формы войсковой казачьей канцелярии. Атмосфера и настроение среди казаков, сочиняющих текст ответа, описана в известной картине Ильи Репина (см. иллюстрацию справа). Оригинал письма не сохранился, оно известно в списках не ранее XVIII века. Более позднее аналогичное письмо чигиринских казаков встречается в списках второй половины — конца XVII века, которое написано в Посольском приказе в Москве около 70-х годов XVII века. Ниже приводится текст письма запорожских казаков по Выписке из книги Дарвинского сборника истории Запорожской Сечи, хранящейся в Публичной Библиотеке города Санкт-Петербурга (см. также раздел Литература).
| Султан Мохаммед IV — запорожским казакам |
| Я, султан и владыка Блистательной Порты, брат Солнца и Луны, наместник Аллаха на Земле, властелин царств — Македонского, Вавилонского, Иерусалимского, Большого и Малого Египта, царь над царями, властелин над властелинами, несравненный рыцарь, никем непобедимый воин, владетель древа жизни, неотступный хранитель гроба Иисуса Христа, исполнитель воли самого Бога, надежда и утешитель мусульман, устрашитель и великий защитник христиан, повелеваю вам, запорожские казаки, сдаться мне добровольно и без всякого сопротивления и меня вашими нападениями не заставлять беспокоиться. Султан Мохаммед IV |
| Ответ запорожцев Мохаммеду IV (на современном русском языке) |
| Запорожские казаки турецкому султану! Ты, султан, чёрт турецкий, и проклятого чёрта брат и товарищ, самого Люцифера секретарь. Какой ты к чёрту рыцарь, когда голой жопой ежа не убьёшь. Чёрт ты, высрана твоя морда. Не будешь ты, сукин ты сын, сынов христианских под собой иметь, твоего войска мы не боимся, землёй и водой будем биться с тобой, распроёб твою мать. Вавилонский ты повар, Македонский колесник, Иерусалимский пивовар, Александрийский козолуп, Большого и Малого Египта свинопас, Армянский ворюга, Татарский сагайдак, Каменецкий палач, всего света и подсвета дурак, самого аспида внук и нашего хуя крюк. Свиная ты морда, кобылиная срака, мясницкая собака, некрещённый лоб, ну и мать твою ёб. Вот так тебе запорожцы ответили, плюгавому. Не будешь ты даже свиней у христиан пасти. Этим кончаем, поскольку числа не знаем и календаря не имеем, месяц в небе, год в книге, а день такой у нас, какой и у вас, за это поцелуй в сраку нас! Подписали: Кошевой атаман Иван Сирко со всем лагерем Запорожским (В версии Н. И. Костомарова: Кошевой атаман Захарченко со всем лагерем Запорожским) |

## Отношения между запорожскими и донскими казаками
Возникновение казачества на южных границах бывшей Руси имеет много общего как на территории Великого княжества Литовского, так и Московского государства. В целом «всё» очень похоже у запорожских и донских казаков, их жизненный устрой, цели, политика.
Существовали между этими двумя группами связи, как и в каком виде они проявились, какие тому свидетельства?
Известно, что запорожские (около 17 тысяч человек см. Сухопутные и морские походы запорожцев) и донские казаки поддерживали Самозванцев в Смутное время. Число донских казаков доходило до 10 тыс.человек, возглавляет их донской атаман
Иван Мартынович Заруцкий (впоследствии посажен на кол).
1559 Походы воеводы Адашева из устья Днепра и воеводы Вишневецкого из устья Дона на Крым.
1621 г. В составе армии запорожских казаков, участвующих в Хотинской битве был большой отряд донских казаков
1622 г. Совместный поход запорожских и донских казаков в числе 700 человек на 25 судах под начальством запорожского атамана Шило к турецким берегам и овладение несколькими прибрежными населёнными пунктами. Высланный из Константинополя отряд галерных судов нанёс поражение казакам, захватив 18 судов и до 50 казаков.
1624 г. Совместный морской поход запорожцев и донских казаков на 150 чайках на Чёрное море и набег на побережье Турции и окрестности Босфора. Для противодействия набегу на Константинополь султаном было выслано к устью Босфора до 500 больших и малых судов и приказано протянуть через Золотой Рог железную цепь, сохранившуюся ещё с тех времён, когда греки запирали залив для предотвращения прохода судов киевских князей.
1625 г. Совместный поход запорожцев и донских казаков в числе 15000 человек на 300 чайках через Чёрное море на Трапезонд и Синоп. Встреченные турецким флотом в составе 43 галер под начальством капудан-паши Редшид-паши казаки после упорного боя были разбиты, потеряв 70 чаек.
1637 г. Запорожцы вместе с донцами участвовали в осаде Азова.
1638 г. Совместный морской поход запорожских и донских казаков в составе 1700 человек на 153 чайках на Чёрное море. Высланный против казаков значительный турецкий флот под начальством капудан-паши Раджаба нанёс казакам поражение.
1669 г. Всю зиму Степан Разин шлёт гонцов к гетману Правобережной Украины Петру Дорошенко и кошевому атаману войска Запорожского Ивану Сирко — подбивает товарищей для задуманного. Чуть позже отправляет он гонцов к опальному патриарху Никону. И Сирко, и Дорошенко, и Никон будут мучиться, раздумывать, тянуть время, но Разина не поддержат. Если бы поддержали — «лопнула бы Русь, как арбуз, и вывалилась наружу совсем иная русская история».
1707−1709 гг. После разгрома восстаний Разина и Булавина на Дону в 1708 на Запорожье бежало много повстанцев. Этим попытался воспользоваться украинский гетман И. С. Мазепа, перешедший на сторону шведов в Северной войне 1700−1721. Пугая казаков расправой со стороны царского правительства, Мазепа призывал их поддержать его.
1773−1775 гг. После восстания Пугачёва, в котором участвовали запорожские казаки, правительство, боясь того, что восстание перекинется на Запорожье, приняло решение ликвидировать Запорожскую Сечь.
Известно, что в Сечи (на всех её территориях), был курень Динский (Донской), в котором собирались выходцы с Дона. Впоследствии курень переместился на Кубань, где сейчас есть станица Динская.

## Мемориальные места Сечи на Украине

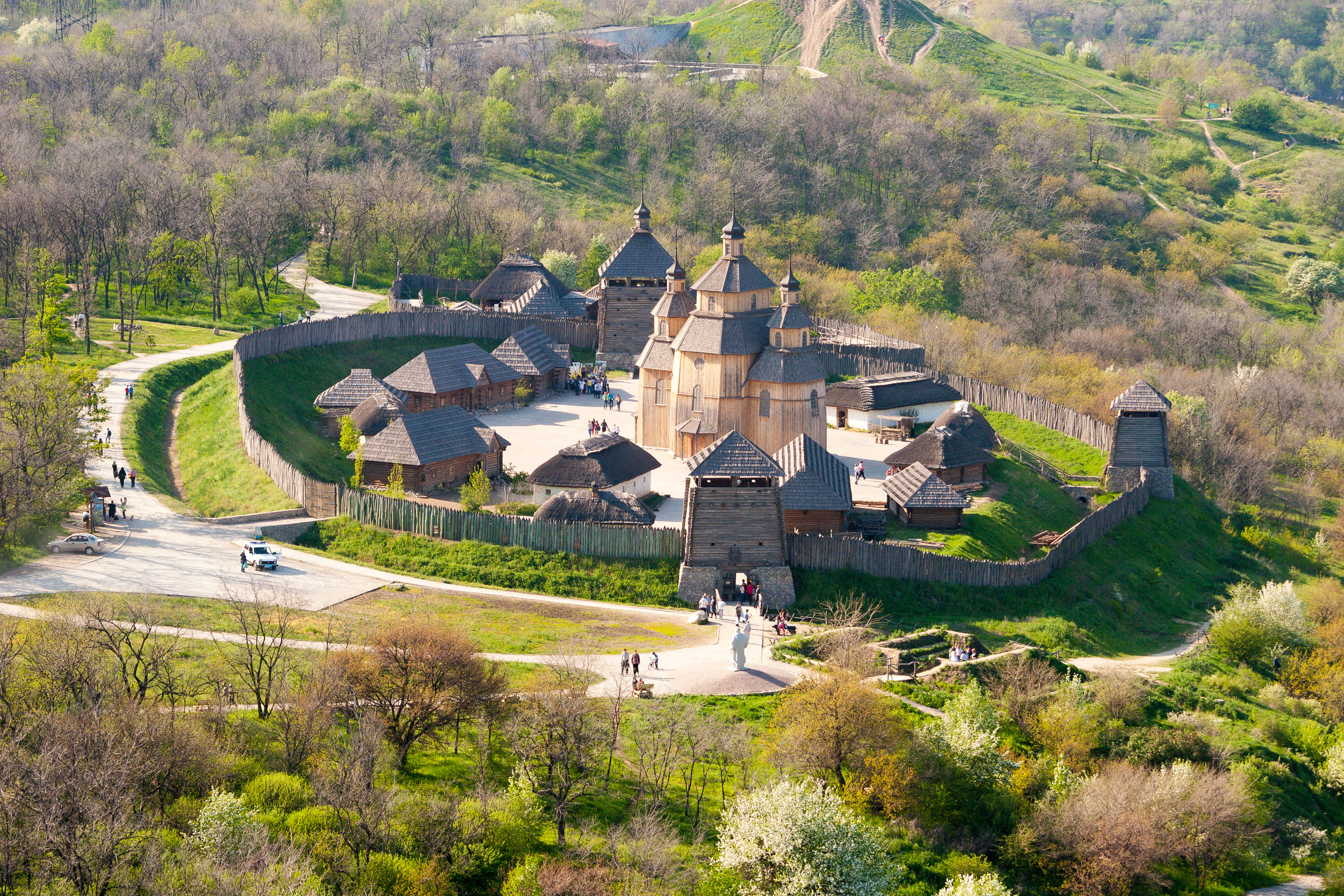
Музей истории запорожского казачества. Остров Хортица.

- город Запорожье (бывший Александровск), остров Хортица, остров Малая Хортица (Байда),

На острове Хортица в 1965 году был основан Государственный историко-культурный заповедник, а в 1990-е городской краеведческий музей переоборудован в Музей истории запорожского казачества. Рядом с музеем, на территории заповедника, в Совутиной балке отстроена реконструированная Сечь с куренями, церковью, и другими артефактами быта Сечи.
Напротив музея находится плотина ДнепроГЭСа, расположенная в [тогдашнем] самом узком месте реки (Волчье горло) (~175 м) в конце порогов. Здесь была известная в Таврии переправа через Днепр — «Кичкас». Через переправу проходило одно из ответвлений Муравского шляха. Это место было удобно для засад где промышляли казаки Запорожской Сечи.
Между плотиной ДнепроГЭСа и островом Хортица расположено несколько маленьких порогов. Со времён запорожских казаков дошли до нас названия отдельных скал и порогов (Два брата, Столбы…) и многочисленные легенды, связанные с Запорожской Сечью. Так на одном из них в гигантском гранитном казане, выдолбленном в каменном теле порога (Запорожская миска), казаки готовили на всю Сечь галушки. О другом пороге «Дурная скала» существовало несколько легенд: по одной из них казацкое сообщество ссылало сюда провинившихся казаков, чтобы выветрить из их головы «дурь», а по другой — после разгрома шведов под Полтавой по приказу Петра I здесь пороли за измену казаков, сторонников Мазепы.
В посёлке Верхняя Хортица (район Запорожья) находится 700-летний дуб. По одной из легенд под этим дубом запорожцы писали своё знаменитое письмо турецкому султану (см. Запорожский дуб).
Малая Хортица (Байда) — остров, расположенный между правобережной частью Запорожья и островом Хортица в русле реки Старый Днепр. На острове находился деревянный хортицкий замок, прототип Запорожской Сечи (Хортицкая Сечь), которую построил Дмитрий Вишневецкий (по прозвищу Байда), волынский князь из литовского рода Гедиминовичей.
- город Никополь (Днепропетровская область) (бывший Никитин Рог)

Пять из 8 локализаций Запорожской Сечи находились недалеко от города Никополь (Томаковская, Базавлукская, Никитинская, Чертомлыкская, Новая /Подпольненская/). После разлива Каховского моря (крупнейшего водохранилища на Украине) многие места Сечи, расположенные вокруг города, были затоплены.
 В старой части города Никополя (на мысе Никитин Рог /Никитин Перевоз/) находится площадь Богдана Хмельницкого, на которой установлен обелиск — памятный знак (тумба, сложенная из красного гранита; скульп. А. Сытник): «В этой местности находилась Запорожская Никитинская Сечь. В 1648 году в этой Сечи запорожские казаки избрали Богдана Хмельницкого гетманом Украины»; а также памятник Б. Хмельницкому (скульптор И. Кавалеридзе).
 В ~ 6-8 км от центра Никополя в деревне Капуловка (место Чертомлыкской Сечи) находится могила (с сохранившимся надгробным камнем) и памятник (1980; скульп. В. Шконда) выдающегося кошевого атамана Запорожской (Чертомлыкской) Сечи Ивана Сирко; а к празднованию 500-летия украинского казачества в начале 1990-х годов создали мемориальный комплекс И. Сирко. Тогда же близ автодороги Никополь — Кривой Рог (у поворота к селу Капуловка, близ селения Чертомлык) был насыпан курган, на котором благодарные потомки в знак уважения к украинскому казачеству установили крест и мемориальную плиту.
 Предполагается, что с его именем связана легенда о письме казаков турецкому султану Магомету IV, положенная в основу знаменитой картины И. Репина «Запорожцы пишут письмо турецкому султану» (1880—1891). Во всяком случае её автор вместе с не менее известным художником В. Серовым посетили Капуловку в 1880 году, о чём свидетельствует установленный в селе памятный знак (1967).
- город Алёшки, Херсонская обл. (во времена Киевской Руси (X—XIII) Алешье — летописный город на водном пути из Царьграда до Киева; впоследствии урочище на Кардашинском лимане Днепра, с 1780-х (местечко c 1802) — Алёшки, укр. Олешки), — с 1711 по 1734 гг. здесь была Алешковская Сечь.
- село Республиканец, Херсонская обл., — с 1709 по 1711 гг. и с 1728 по 1734 гг. здесь была Каменская Сечь. Казаки в 1709 основали Каменскую Сечь, в 1712 году — Алешковскую Сечь, где до 1728 года атаманствовал Кость Гордиенко (сторонник И. Мазепы>). Его могила находится в селе Республиканец Херсонской области, на территории Каменской Сечи.[83]
 На месте нынешнего Червоного (Красного) Маяка (оба села относятся к Червономаякскому сельсовету) в средние века существовала турецкая крепость, а затем запорожский городок (паланка). В 1781 г. у балки Пропасной, прорезающий высокий берег реки Днепр, царское правительство выделило участок земли для основания монастыря — рядом с Покровской церковью Каменской Сечи. В этих землях существовала Софрониева пустынь (пещерная обитель), и Григорие-Бизюков (Пропасной) мужской монастырь — в начале XX в. монастырь становится одним из богатейших на юге Российской империи (практически полностью канувшие в Лету с приходом атеистической власти). Чудом сохранились небольшие фрагменты каменных стен [монастыря] с тремя башенками (XVIII в.) и постепенно восстанавливаемая в годы независимости Украины Покровская церковь (святыня казаков).
- село Тягинка, Херсонская обл. (с XV в. — турецкая крепость Тягин, с 1778 — село Тягинка), — на высоком валу неподалёку от Днепра, оставшемся от крепости разрушенной в XVIII веке, установлен эффектный и видимый издалека (на многие километры по автотрассе М-14/E 58 Одеса — Херсон — Мариуполь — Ростов-на-Дону) памятник в честь 500-летия украинского казачества «Казацкая Слава» (1992 г.). Этот символичный монумент, увенчанный скульптурой грустно-задумчивого архангела, облокотившегося на огромный меч, посвящён в том числе и походу на крепость запорожских казаков под предводительством атамана И. Сирко в 1673 г., и разгрому в 1693 г. полковником С. Палием под Тягинкой татарского отряда. На левом берегу небольшой речушки, впадающей в Тягинке в Днепр, установлен другой сельский памятник — гетману Б. Хмельницкому (1992 г.), напоминающий уменьшенную копию величественного монумента, венчающего Каменную гору в Чигирине.
- Старые Кодаки (Днепровский район), Днепропетровская обл. (пристань на Днепре, аэропорт Днепр, и ж/д ветка) — В конце XV в. за порогами Днепра (а самый северный или первый из них — Кодакский — расположен в районе современного города Днепр) начали селиться казаки. Центром украинского казачества и постоянной напряжённости для всех захватчиков украинских земель стала свободолюбивая Запорожская Сечь, основанная в 1540-х-50-х годах.
 В июле 1635 г. Речью Посполитой на круче над Днепром основана крепость Кодак, целью которой было препятствовать побегам крестьян и изолировать мятежную Запорожскую Сечь. Место для крепости было выбрано не случайно — здесь находился первый днепровский порог. Он состоял из четырёх гряд общей длиной 400 м и падением воды в 2 м. Земляную Кодакскую крепость строил французский инженер Г.-Л. де Боплан; гарнизонная застава состояла из двухсот немецких наемников-драгун во главе с французским офицером Ж. Марионом. Месяц спустя недостроенную крепость захватили и разрушили украинские казаки под руководством И. Сулимы. К 1639 г. крепость вновь отстроили, а гарнизон увеличили втрое. В самом начале Освободительной войны украинского народа в 1648 году казаки полковника М. Нестеренко в течение четырёх месяцев держали в осаде кодакский гарнизон, пока тот не сдался; после капитуляции польской заставы-крепости 1648 Кодак перешёл во владения Сечи. С тех пор в крепости стоял немногочисленный казацкий сторожевой отряд (опорный пункт украинской армии), и жили лоцманы, зарабатывавшие на жизнь проводкой судов через пороги. В 1711 г. неудачный Прутский поход русского царя Петра I закончился унизительным миром, согласно которому России предстояло сровнять с землёй несколько крепостей, среди которых была и Кодакская.
 В 1730-х у бывшей крепости (от которой остались лишь фрагменты оборонных валов и рвов; руины Кодака сохранились до наших дней) возникло небольшое казацкое поселение-слобода — центр Кодакского полкового укрепления (паланки). В конце XVIII в., после ликвидации Запорожской Сечи, оно было переименовано в с. Старые Кайдаки (название не прижилось). На фрагменте оборонного вала в 1910 г. был установлен монумент Кодакской крепости с не совсем точным текстом на мемориальной плите (гласящей о том, что «взяли приступом польскую крепость»). Вспомнили о славных казацких победах и в начале 1990-х гг., установив в центре села мемориальный камень от благодарных потомков (село находится в предместье Днепра, рядом с Приднепровской ГРЭС).
- Днепр. В городе находятся дом-музей Д. И. Яворницкого [1946; в парке им. Т. Г. Шевченко], и Исторический музей Д. И. Яворницкого с бронзовым памятником (1995) большому знатоку истории украинского казачества (в музеях широко представлена уникальная коллекция материальных памяток (быт) из Запорожья и Юга Украины (пополнялась в основном материалами собственных археологических и этнографических экспедиций, а также подаренными или купленными экспонатами — рукописи, картины, оружие и одежда запорожцев и т. п.), насчитывающая более 75 тыс. единиц хранения; исторический (историко-краеведческий) музей организован при непосредственном участии Яворницкого, в каковом он и занимал должность директора в 1902—1933 гг. Украшением города также является (согласно преданию выросшие на месте фруктовых садов, посаженных есаулом запорожского войска Л. Глобой) парк им. Т. Шевченко (часть которого расположена на днепровском острове Монастырском), и городской парк им. Л. Глобы с 5-метровым монументом его основателю (1972; скульп. Э. Курилов, арх. К. Присяжный; ранее сад им. В. Чкалова).
- село Пилява (Хмельницкая область) (до середины XVIII в. называвшееся Пилявцами) — село вошло в историю как одно из знаковых мест Освободительной войны украинского народа 1648-54 гг. Здесь состоялось одно из первых удачных сражений казацко-крестьянских войск под предводительством Б. Хмельницкого с польской армией. В начале осени 1648 г. 80-тысячное украинское войско разгромило и обратило в бегство польскую армию, снискав себе боевую славу и получив новые тысячи сторонников, влившихся в его ряды. В ознаменование 300-летия Переяславской рады в 1954 г. на месте битвы установлен стандартный юбилейный монумент — точная копия обелиска в память о Никитинской Сечи (скульп. А. Сытник), сооружённого в Никополе. В 1967 г. на могиле полковника И. Ганжи, погибшего в битве под Пилявцами, был насыпан курган и установлен гранитный обелиск, в годы независимости Украины заменённый стилизованным казацким крестом.